# 無人航空機
無人航空機（、英: unmanned aerial vehicle、UAV）は、人が搭乗しない（無人機である）航空機のこと。
なお、ドローン（英: drone）は、「無人航空機」のことを指す用例も多い。

## 定義および名称
英語の頭文字からUAVと呼ばれることも多い。ICAOにおいてはRPAS、アメリカの連邦航空局ではUASと呼称する。
無人航空機に対し、人間が搭乗して操縦する従来の航空機を有人機と表現することもある。また、後述の通り日本では100グラム未満の機体は航空法上、無人航空機とは呼ばず模型航空機と呼ばれる。
人間が乗り込んで操縦することも可能であり、オプションを追加することで無人でも飛行可能な航空機は「OPV」（OPV）と呼ばれる。日本の航空法では第八十七条において「無操縦者航空機」として定義されており、法的には有人機の一種として分類される。

### ドローン
「ドローン」の語義のひとつに、この種の無人航空機のことを指す用法がある。オックスフォード英語辞典第2版では「drone」の、語義のひとつとして「a pilotless aircraft or missile directed by remote control.（遠隔操作で指向され、操縦手の搭乗しない航空機ないし飛翔体）」としており、そこに挙げられている用例としては1946年のものが最も古い。しかし、2018年現在の英語圏では特に無線操縦機と区別して、自律性を持つ機体をドローンと呼んでいる場合もある。あくまで用法による呼称であり、ドローンという呼称自体は一般に誤解されるようなクワッドコプターなどの「形」を指す物では無い。そのため、飛行機型やヘリコプター型は勿論、陸上を走るものや水中を進む物も、ドローンの用途であれば「ドローン」である。

### 法的規制
従来の航空法では目視で操縦するラジコンが想定されていたが、2010年代以降安価なマルチコプターが市販されるようになると、空撮中の墜落や空港への侵入、目視出来ない距離での飛行などの問題が発生するようになった。またメーカーが開発する際にも法的なトラブルが発生した。イギリスでは、現行の法律上、国内に軍用無人航空機の試験飛行ができる場所がなかったため、タラニスの技術者や機体をオーストラリアに派遣して試験飛行を行っている。ドイツでは、1,300億円をかけたアメリカのグローバル・ホークを元にした無人機開発の計画があったが、ドイツ国内およびヨーロッパ各国で、法的に飛行が不可能であることが発覚したため、開発が破綻している。これらの問題に対処すべく、各国で法規制が検討された。
日本では2015年12月10日施行の改正航空法で「無人航空機」が定義された。「航空の用に供することができる飛行機、回転翼航空機、滑空機、飛行船その他政令で定める機器であって構造上人が乗ることができないもののうち、遠隔操作又は自動操縦により飛行させることができるもの（100g未満の重量（機体本体の重量とバッテリーの重量の合計）のものを除く）」となっている。従来のラジコン飛行機やラジコンヘリなども、そのほとんどが「100g以上で遠隔操作や自動操縦が可能な無人飛行体」として無人航空機に含まれる。なお、単純なゴム動力飛行機などは、重量の面や遠隔操作や自動操縦が不能なことから無人航空機の定義には含まれない。また、最大離陸重量150kg以上の無人の航空機は、本法における無人航空機ではなく通常の航空機に近い「無操縦者航空機」として扱われ、求められる資格や適用される法が異なる。
その他、同改正航空法により、無人航空機の飛行ルールが定められた。また、2016年（平成28年）4月7日施行の小型無人機等飛行禁止法により、内閣総理大臣官邸をはじめとする国の重要施設、外国公館や原子力事業所などの周辺地域の上空でドローン等を飛行させることが禁止されている。当該法は、無人航空機「等」とされているように、多くの航空法が適用されないケースが多い100g以下の「模型航空機」も当該法に含まれるため、注意が必要である。加えて、2021年の航空法施行規則改正によって災害時に緊急用務空域が設定されるようになり、許可を得ていない無人航空機等は当該空域内の飛行が禁止されている。
操縦資格に関しては、無人航空機操縦者技能証明の制度が2022年12月より開始した。

## 概要

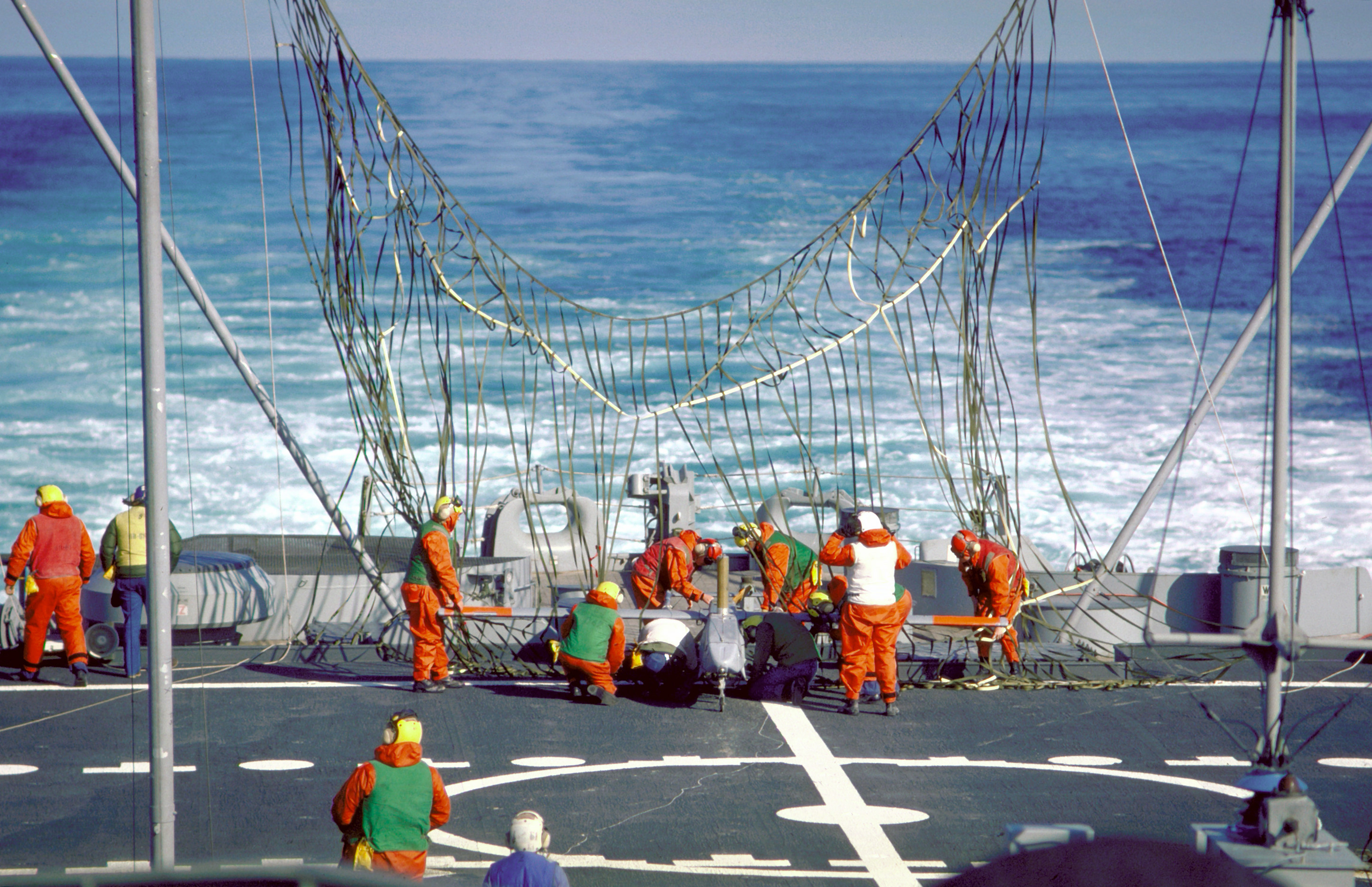
ネットで回収されたRQ-2 パイオニア

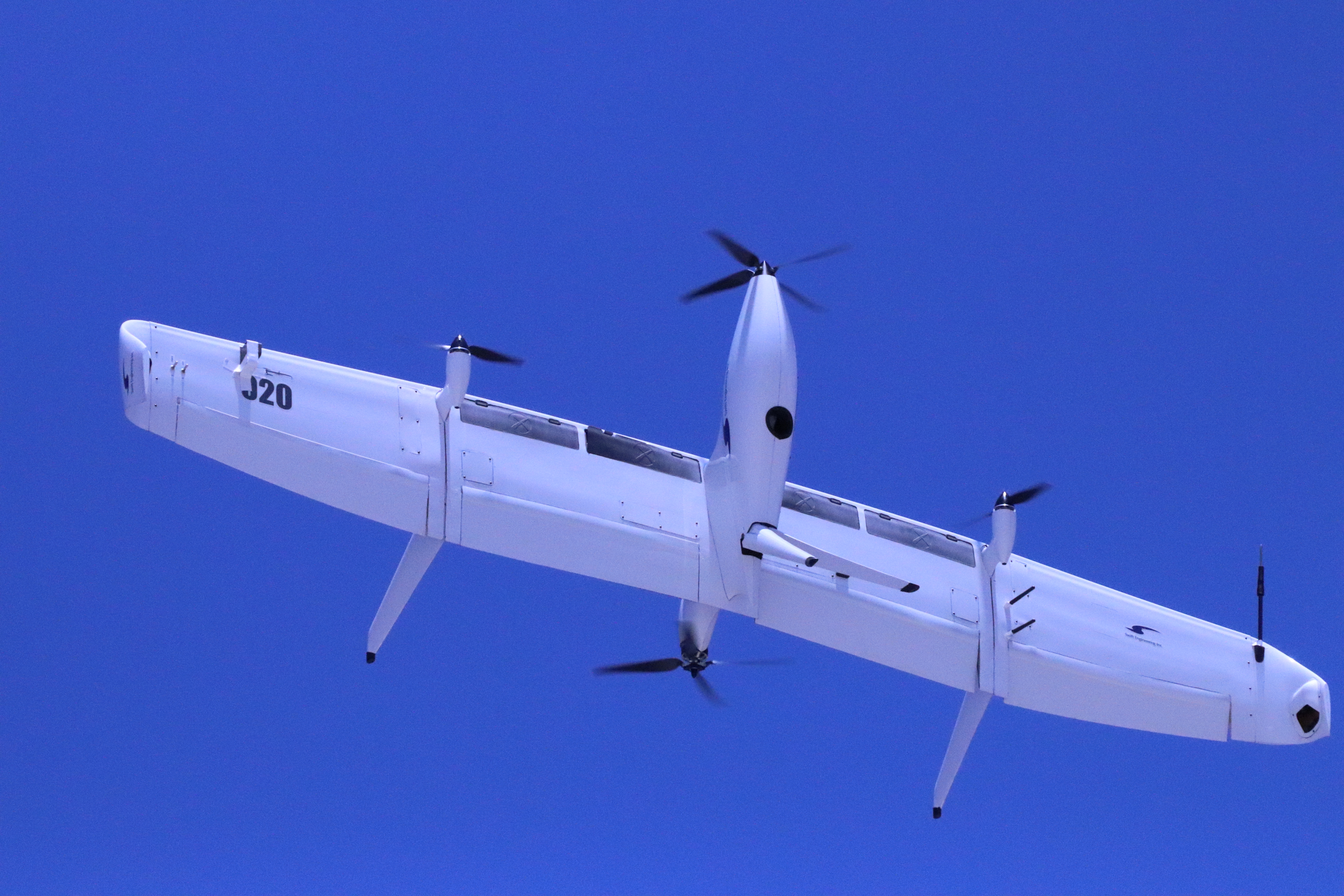
神戸メリケンパークで飛行するスウィフト020

固定翼機と回転翼機の両方で軍用・民間用いずれも実用化されている。
プログラムによる自律飛行、一部を自動化する半自律飛行を備えた機体もあるが、多くは遠隔操作（主に無線）によって操縦する。衛星回線を利用すれば目視できない遠隔地でも操縦できるが、タイムラグが大きくなる。プログラムによる飛行では単に設定された航路を辿るだけでなく、GPSなどの援用で位置を修正する機種も実用化されているが、姿勢や航路を維持したり衝突する前に静止する半自律飛行や、人工知能などを利用し外界を認識することで完全自律飛行させる技術等は研究段階である。
有人機に比べ信頼性に劣り衝突回避も難しいため、運航管理や衝突回避の研究が行われている。
動力は大きな機体ではガスタービンエンジンやレシプロエンジンなど有人機と同じ物を搭載するが、軽量な小型機では電動式も存在する。
巡航ミサイルや弾道ミサイルは技術的に類似しているが、通常は無人航空機には含まない。
旅客機に採用されているオートパイロットは技術的に重複する部分が多い。この他にも研究用として有人機に無線操縦装置を搭載した機体が多数開発されている。
固定翼機では離着陸時に地上を滑走するものが多いが、小型の機体ではトラックの荷台に載せたカタパルトから打ち出すものや、さらに小さな機体では手で投げるものもあり、回収方法も小型のものではネットで受けたり地上のワイヤーに機体のフックを引っかけて回収する機種もある。例としてRQ-2 パイオニアはネットで回収する。スウィフト020のように機体後部で接地する垂直離着陸機も登場している。
比較的低空を飛行するため騒音対策として推進器にイオン風を使うドローンの研究も行われている。

## 軍用機

### 歴史

#### 軍用無人機の実用化

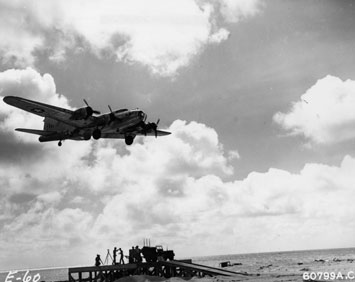
B-17の改造機であるBQ-7

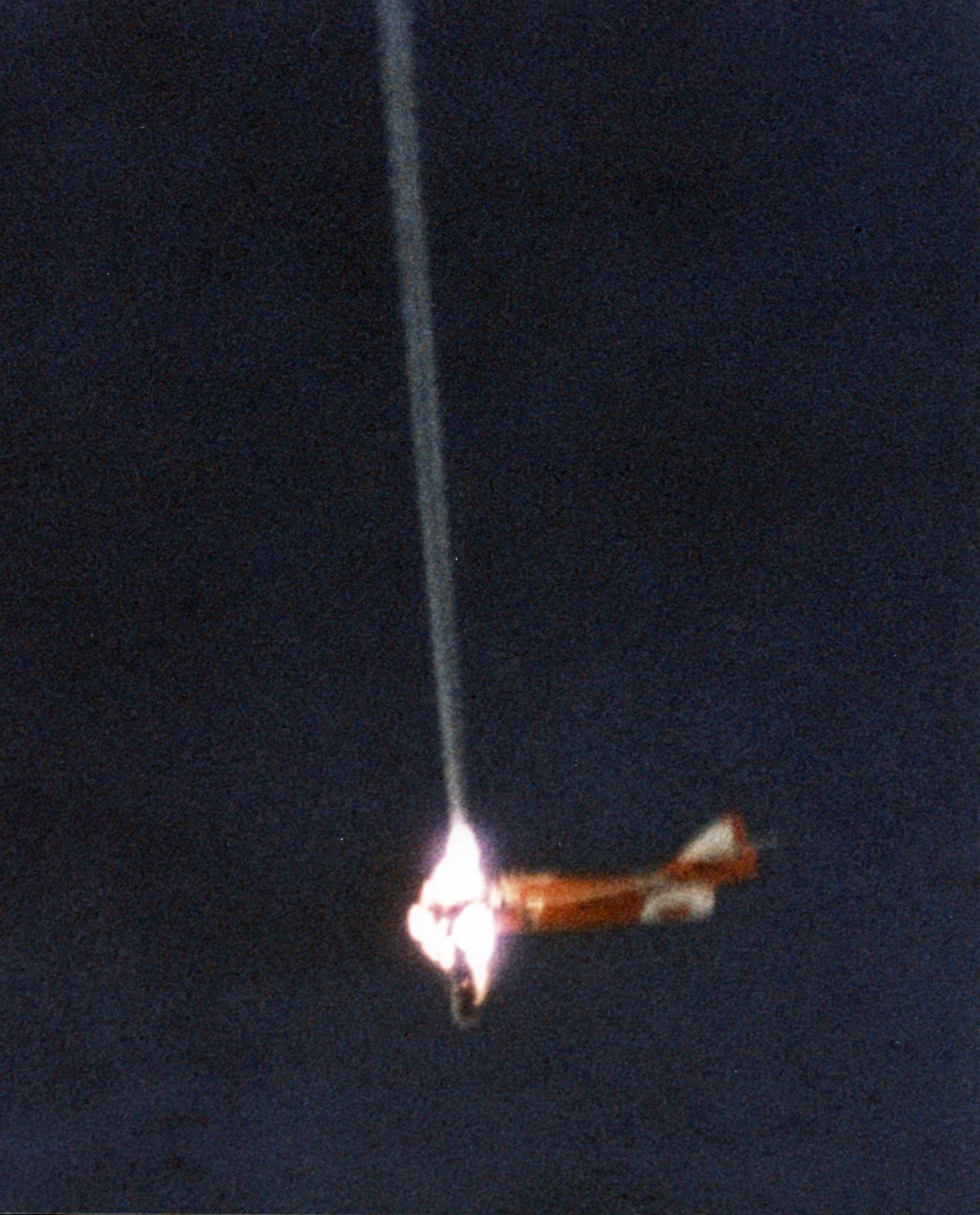
QF-9J標的機を直撃するAIM-9L

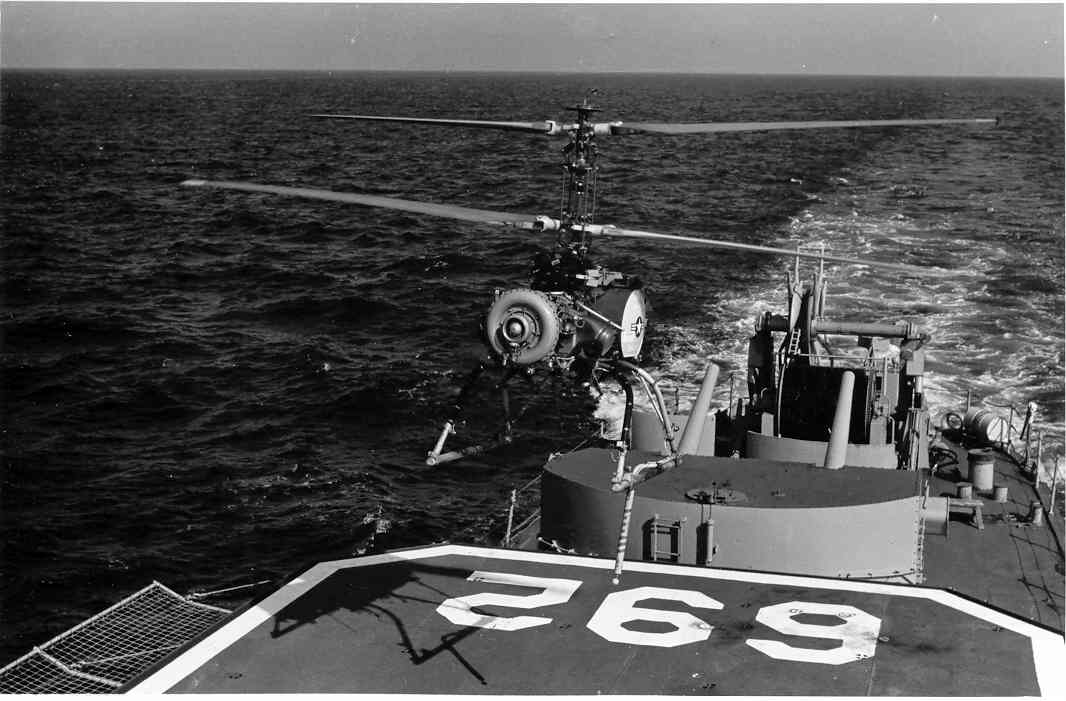
QH-50 DASH

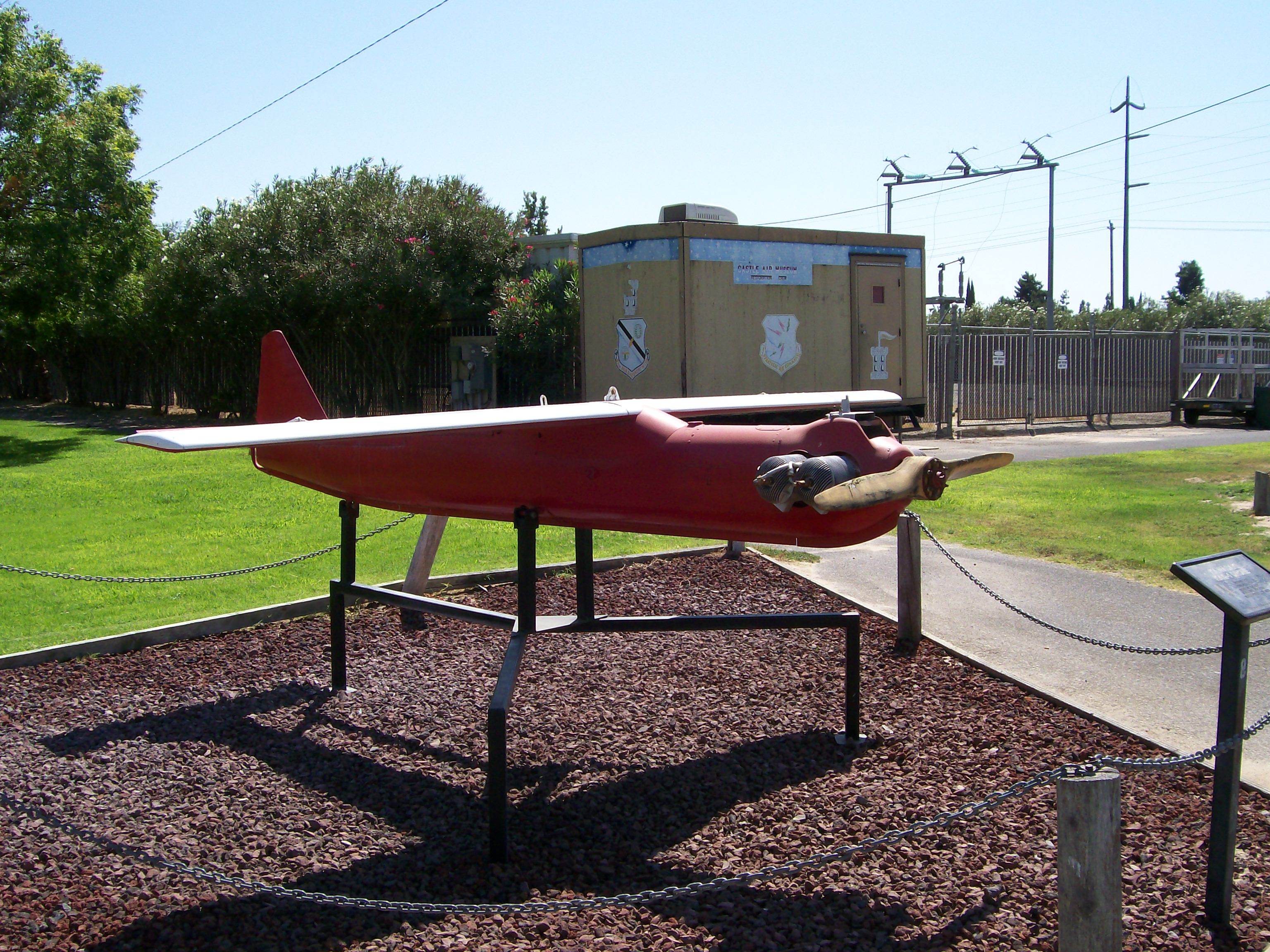
1950年代に利用されていたラジコン式のターゲット・ドローン「KAQ-1」

古くから中国や日本には竹とんぼや紙飛行機といった無人の飛翔玩具があったが、遠隔操縦が不可能なことから無人の航空機には一般的に分類されない。無人の航空機を遠隔操縦するという発想は第一次世界大戦中から始まり、第二次世界大戦時から研究が本格化した。当初はケタリング・バグのような飛行爆弾に近い攻撃用、低翼単葉ロボット機や完全自動操縦装置などの無線操縦システムが研究されたが、操縦精度やコストの問題から実用化されなかった。
早急な実用化はともかく、練習機などをベースに無線操縦機の研究・開発が行われた。英国の練習機DH.82 タイガー・モスをベースとした無線操縦機Queen Bee（クインビー、女王蜂）は、ドローン（雄蜂）という呼称の由来とする説がある。
しかし、第二次世界大戦の末期には、いくつかの無人機の例があった。1944年には、アメリカ陸軍が強固に防御されたV1飛行爆弾発射施設などを破壊するため、B-17爆撃機をBQ-7無人機に改造し、高性能炸薬を積み込んで体当たりさせるという「アフロディーテ作戦」を立案し実行した。この作戦にはアメリカ海軍も便乗しており、改造する機体をPB4Y-1に変更して行っていたが、いずれも技術的な問題で成功しなかった。

#### 標的機・偵察機の登場
同大戦後、軍事関係で無人機として広く普及したものは標的機（ターゲット・ドローン）であった。冷戦が本格化した1950年代にアメリカ空軍ではBQM-34 ファイヤービーのような高速飛行するジェット推進式の標的機を配備し、アメリカ軍と敵対したソビエト連邦軍も同様のLa-17を配備した。アメリカ海軍では無線操縦式のヘリコプターであるQH-50 DASHにより、海上を飛行して魚雷を投下する用途で1960年代に開発、実際に配備した。
1960年代から1970年代にかけて無線機の小型化や電子誘導装置が発達したことにより、写真偵察などを目的とするD-21やマスティフなどの無人偵察機がアメリカやイスラエルで本格的に開発開始され、特に標的機だったファイヤービーの偵察機型であるライアンモデル147 ライトニングバグはベトナム戦争で活用された。また、試験的ながら攻撃用途での開発の先鞭が付けられ、ファイヤービーを武装化する実験に成功していた。

#### 攻撃機の登場
20世紀末からは画像電子機器や通信機器、コンピュータの発達により、衛星通信により遠隔地でもリアルタイムで操縦と映像の取得、気象条件が良ければ完全自動操縦などが可能となり、対テロ戦争が始まった21世紀からはRQ-1 プレデターに代表される偵察機型から攻撃機型への展開が行われた。
アメリカやイスラエルと異なり、欧州各国は無人機の有効性に懐疑的な主張が多く、アメリカ軍と比較して開発が遅れた。一方の中国はイラク戦争でのアメリカ軍の無人機の戦果を目の当たりにして軍事における革命（RMA）として重視し、無人機の開発で急速に存在感を示すことになった。
日本では、ラジオコントロール式の無人ヘリコプターである遠隔操縦観測システム（FFOS）の開発を1988年に開始し、2004年に陸上自衛隊に導入された。また2001年からは高性能の無人偵察機である無人機研究システムの開発を開始。 上空で戦闘機から分離された後、プログラミングによる自律飛行をしながら偵察を行い、自力で飛行場に着陸するというタイプだったが、正式採用はされなかった。これは当時の自衛隊がドローンを不要であると考えており、幕僚監部が開発要求をしなかったためとされている。

#### 新たな無人機の登場
衛星との双方向の通信によってリアルタイムの操縦が行える高性能な機体では、地上側にパイロット席に相当する移動式の操縦ステーションが設置、これと軍用無人機とが組み合わされ、全体が1つのシステムとして機能するものも現れている。アメリカ海軍のP-8は当初から無人機との連携が考慮されているなど、無人機の存在を前提とした有人機も登場している。
近年では、ステルス化や艦載機型、超音速飛行が行えるものなどが開発されている。
無人ステルス機の研究も進められている。RQ-3 ダークスターやX-47のような実験機を経て、RQ-170 センチネルが実戦に参加していると推測される。ただし、機密が多く詳細は明らかではない。
戦場で劇的な革命を起こすと予想される自立戦闘型無人機は、開発ハードルが高いため、自立型戦闘型と遠隔操作型無人機の中間の存在として、ロイヤルウィングマン無人機が各国で計画されている。これは有人戦闘機と連携して任務を遂行する無人機で、MQ-28などすでに初飛行に成功した機体も開発されている。

### 問題点

#### パイロットの負担

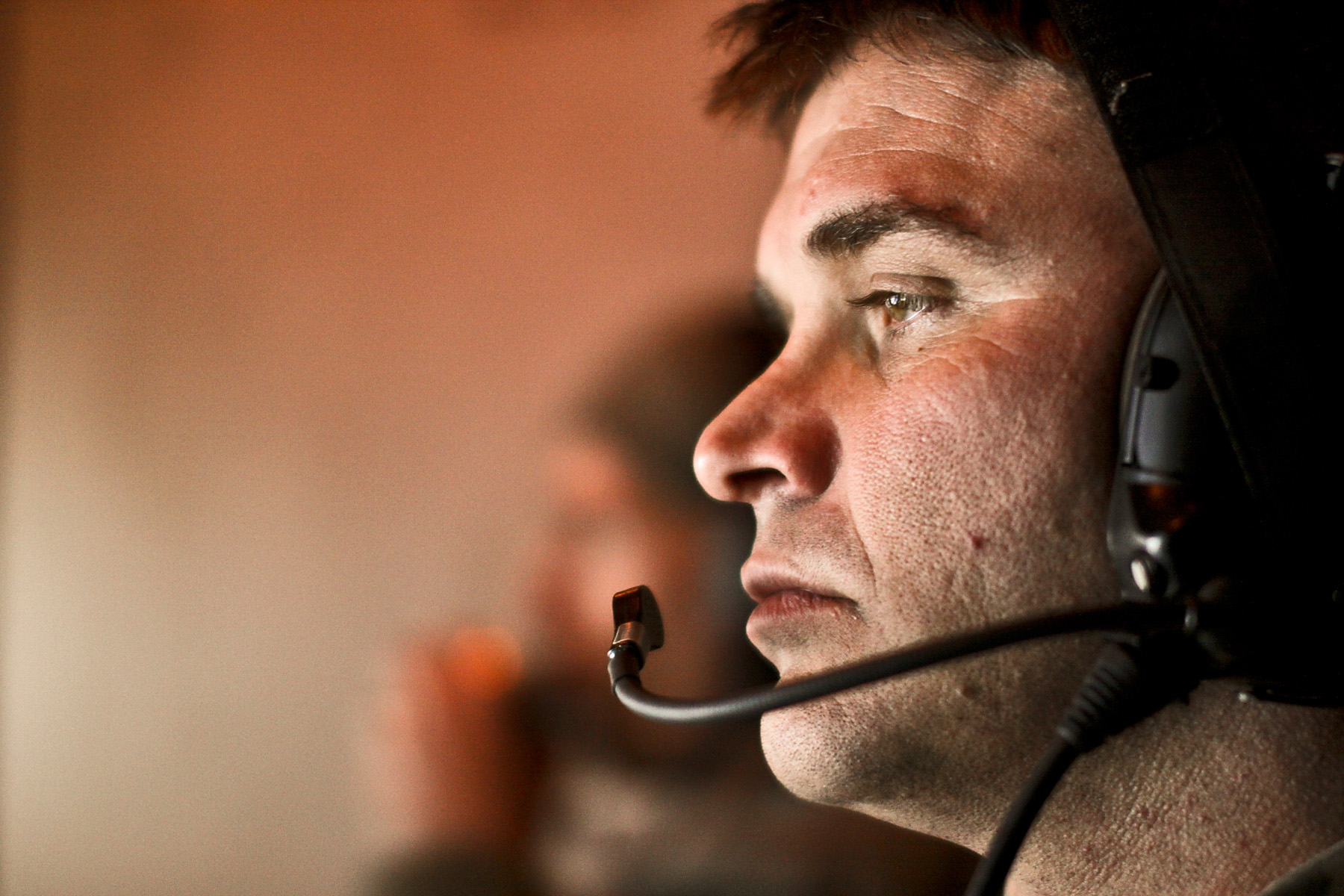
MQ-1Cの操縦者

大型機は衛星経由で遠隔操作が可能であるため、操縦員は地球の裏側の本国の基地内で、スクリーンを見ながら操縦していることも多い。このような無人機の運用は、操縦者が人間を殺傷したという実感を持ちにくいという意見がある。この場合は長期間戦地に派遣されることもなく、定時で任務を終えれば、そのまま家族のいる自宅に帰るのである。「ミサイルを発射して敵を殺す戦場」と「息子のサッカーの試合を見に行く日常」を毎日行き来する、従来の軍事作戦では有り得ない生活を送ることや、敵を殺傷する瞬間をカラーテレビカメラや赤外線カメラで鮮明に見ることが無人機の操縦員に大きな精神的ストレスを与えているという意見もある。
国際政治学者のP・W・シンガーによると、無人機のパイロットは実際にイラクに展開している兵士よりも高い割合で心的外傷後ストレス障害(PTSD)を発症している。
また、無人機の活用を推し進めるアメリカ軍では、無人機を操縦する兵士の負担が増している。有人機の操縦士に比べて無人機の操縦士は酷使されており、年間平均飛行時間は有人機では200-300時間だが、無人機では900-1,100時間にも上る。また、労働時間は平均で1日14時間、週6日勤務となっている。人手も不足しており、軍ではこれまで士官しか成れなかったパイロットに下士官も登用している。

#### 通信の傍受
完全な自律機動ではない機体の場合、常に操縦側との通信が必要となるが、これは比較的簡単に妨害、あるいは傍受が出来る。アメリカ軍の運用するプレデターが撮影した映像が、ターリバーンによって傍受されていた例もある。ただし、多くの電波が行き交う都市部などでは、無人航空機の動作を意図的に妨害したり、無人航空機の位置を特定することは難しく、また莫大な費用がかかる。

#### 無人機による事故やテロ
悪意ある使用者による盗撮や、操縦ミスによる事故、テロへの使用も懸念されている。特にテロへの利用は、アメリカの国防総省や、国土安全保障省なども警戒している。
2013年12月12日、アルカイーダ系武装組織の活動が活発であったイエメンにて、アメリカ軍の無人攻撃機が結婚式へ向かう車列を誤爆。14人が死亡、24人が負傷した。
2014年には、フランスの原子力発電所上空で、小型無人機による違法飛行が繰り返される事件が発生した。フランス国防安全保障事務局は、組織的な挑発行為と見ているが、犯人の手がかりは無いとしている。
2015年1月には、アメリカの政府職員が、個人所有のDJI製ドローンの操作を誤り、ホワイトハウスの敷地内に墜落させる事故が発生、周囲一帯が封鎖される騒ぎとなった。更には同年の4月にも日本の首相官邸の屋上で放射性物質を載せた同機種が墜落した状態で発見される事件も起こっている。詳しくは首相官邸無人機落下事件を参照。2017年には同機種などの商用無人機に爆弾を搭載してシリア・イラクでテロリストに使用される事例が多数報告されて問題となった。また、多くの電波が行き交う都市部では、無線の混線を引き起こし、意図しない動作が起きる可能性もある。
2017年5月18日には中国海警局の船舶が尖閣諸島の日本領海に侵入し、無人機を飛行させたため、自衛隊のF-15がスクランブルし、領空侵犯と認定された。
2024年3月には横須賀基地ドローン侵入撮影事件が起こっている。

### 分類
分類のためのいくつかの観点について述べる。

#### 用途による分類
UAVは、その機体の任務により以下のカテゴリーに分類され、マルチロール（多用途）の機体も多い。
| 用途     | 備考                                                                           |
| -------- | ------------------------------------------------------------------------------ |
| 標的     | 対空戦闘訓練において、味方の地上部隊や航空部隊から敵航空機役として標的になる。 |
| 偵察     | 戦場で情報を収集し、味方に提供する。                                           |
| 戦闘     | 攻撃能力を持ち、高い危険を伴う任務に投入される (UCAV)。                        |
| 兵站     | 輸送や兵站任務用に設計されている。                                             |
| 研究開発 | UAV技術の開発や実証など実験目的で使われる。                                    |

#### 性能による分類
UAVは、機体の性能で以下のカテゴリーに分類される。
| 名称            | 最高高度           | 航続距離  | 備考                                                                                   |
| --------------- | ------------------ | --------- | -------------------------------------------------------------------------------------- |
| handheld        | 2,000ft (600m)     | 2km程度   |                                                                                        |
| Close           | 5,000ft (1,500m)   | 10km程度  |                                                                                        |
| NATO type       | 10,000ft (3,000m)  | 50km程度  |                                                                                        |
| Tactical        | 18,000ft (5,500m)  | 160km程度 |                                                                                        |
| MALE            | 30,000ft (9,000m)  | 200km以上 |                                                                                        |
| HALE            | 30,000ft以上       | —         |                                                                                        |
| HYPERSONIC      | 50,000ft (15,200m) | 200km以上 | 最高高度としては弾道飛行可能なものも含む。高速、超音速 (M1-5) もしくは極超音速 (M5+)。 |
| ORBITAL         | —                  | —         | 低軌道を飛行可能 (M25+)                                                                |
| CIS Lunar       | —                  | —         | 月遷移軌道を飛行可能であること。                                                       |
| Train Cable UAV | —                  | —         | UAV、UGV、列車の3つの技術を複合したシステム                                            |

なお、アメリカ軍の各軍種では、ティアなどの独自の分類法を用いている。

#### サイズによる分類

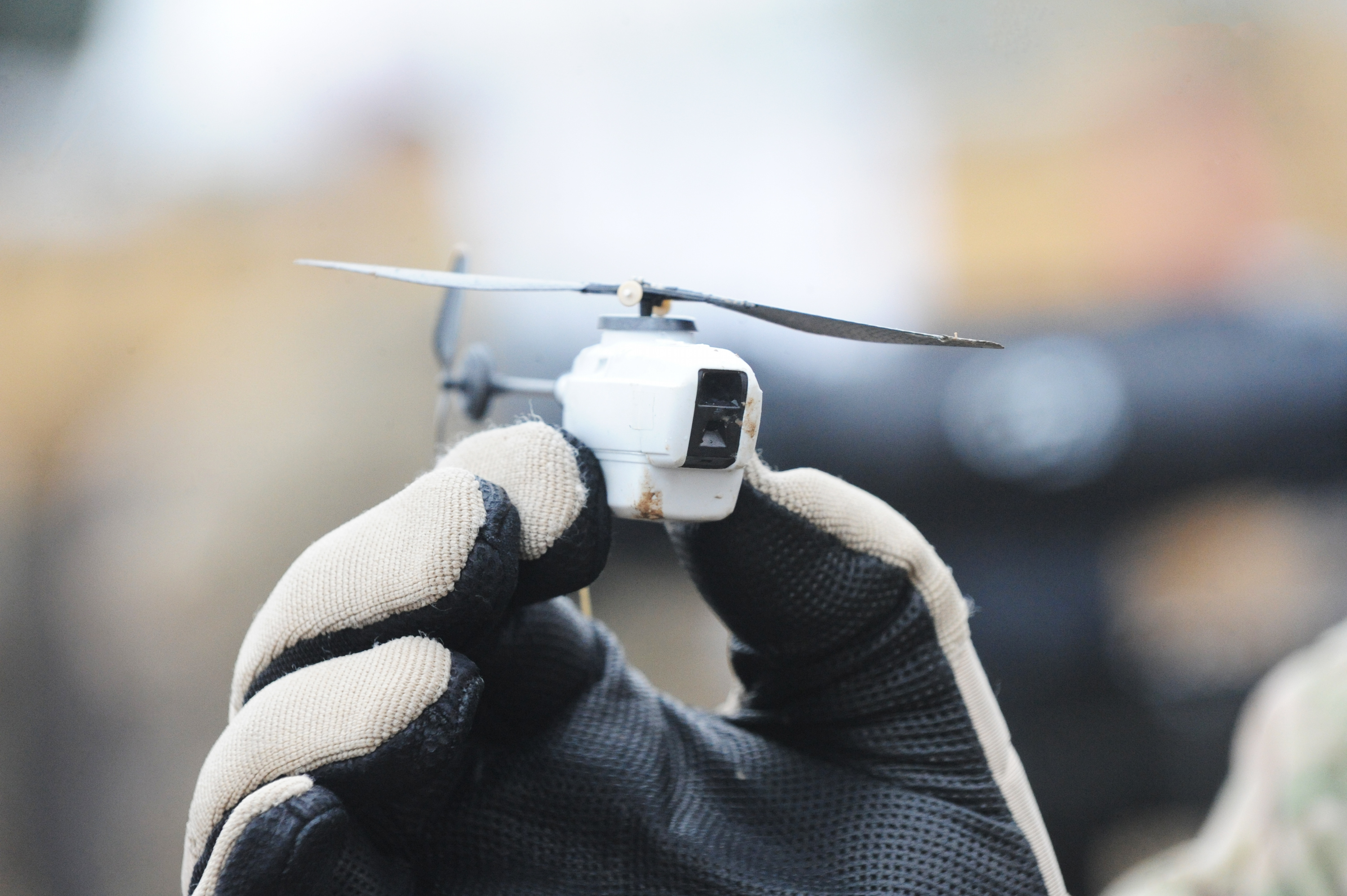
ブラック・ホーネット・ナノ

明確ではないものの、以下のような分類を使用することがある。
| 名称                         | 要件 |
| ---------------------------- | --- |
| Strategic UAV                | 戦略無人機、長時間長距離を飛行するもの。 |
| Tactical UAV                 | 戦術無人機。 |
| Vertical Takeoff/Landing UAV | 垂直離着陸無人機。 |
| Small UAV                    | MAVよりは大きいが、比較的小型のもの。 |
| MAV                          | 「マイクロ・エア・ビークル（micro air vehicle）」の略で、狭義にはDARPAの定義した最大の長さが150mm以下のサイズのUAVを指す。                    |
| NAV                          | 「ナノ・エア・ビークル（nano air vehicle）」の略で、MAVよりさらに小型のUAV。DARPAによると最大の長さが75mm以下で、最大離陸重量は10グラム以下。 |

### 軍用無人機の種別

#### 標的機

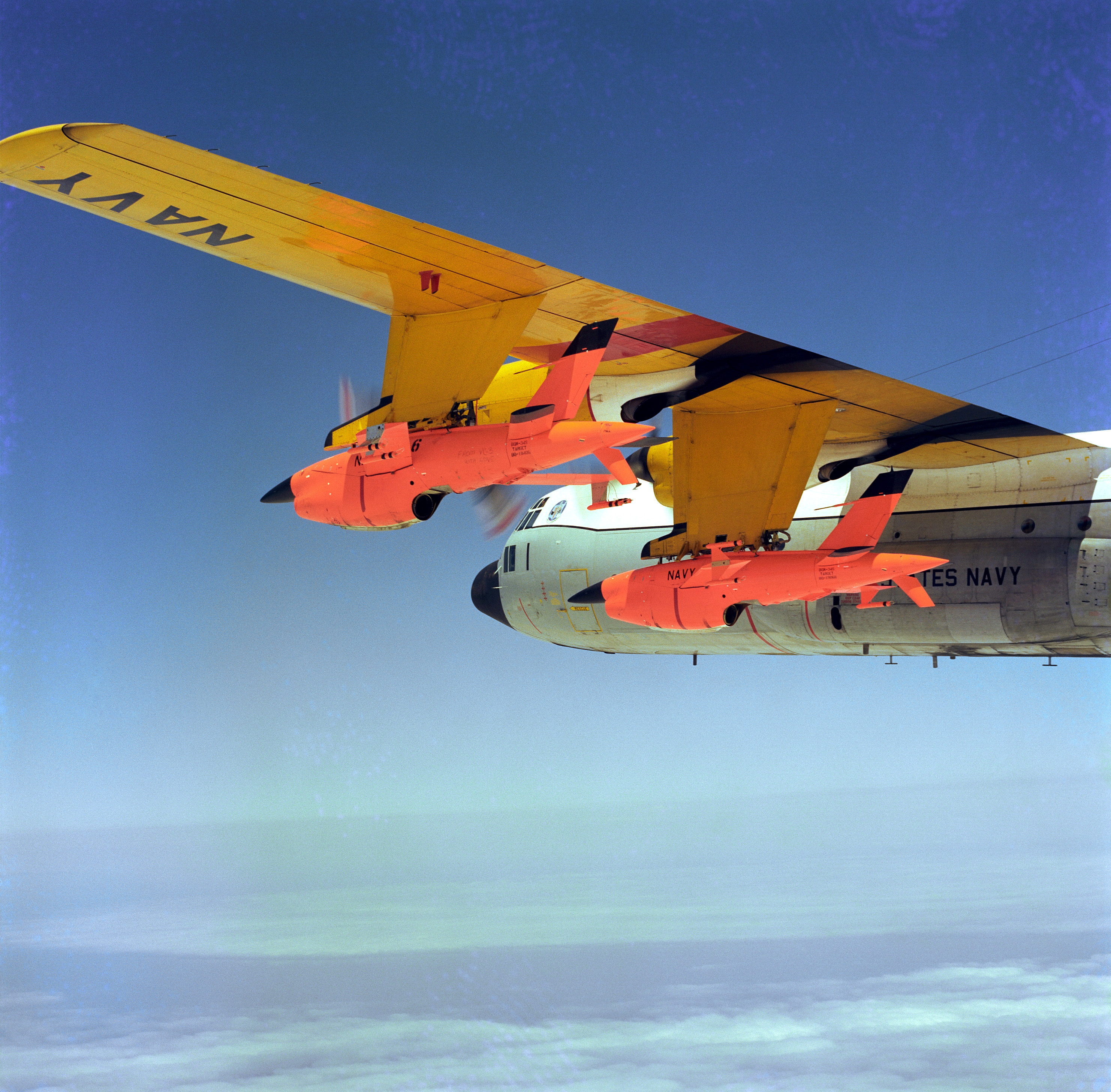
母機であるDC-130のパイロンに吊されたファイヤービー

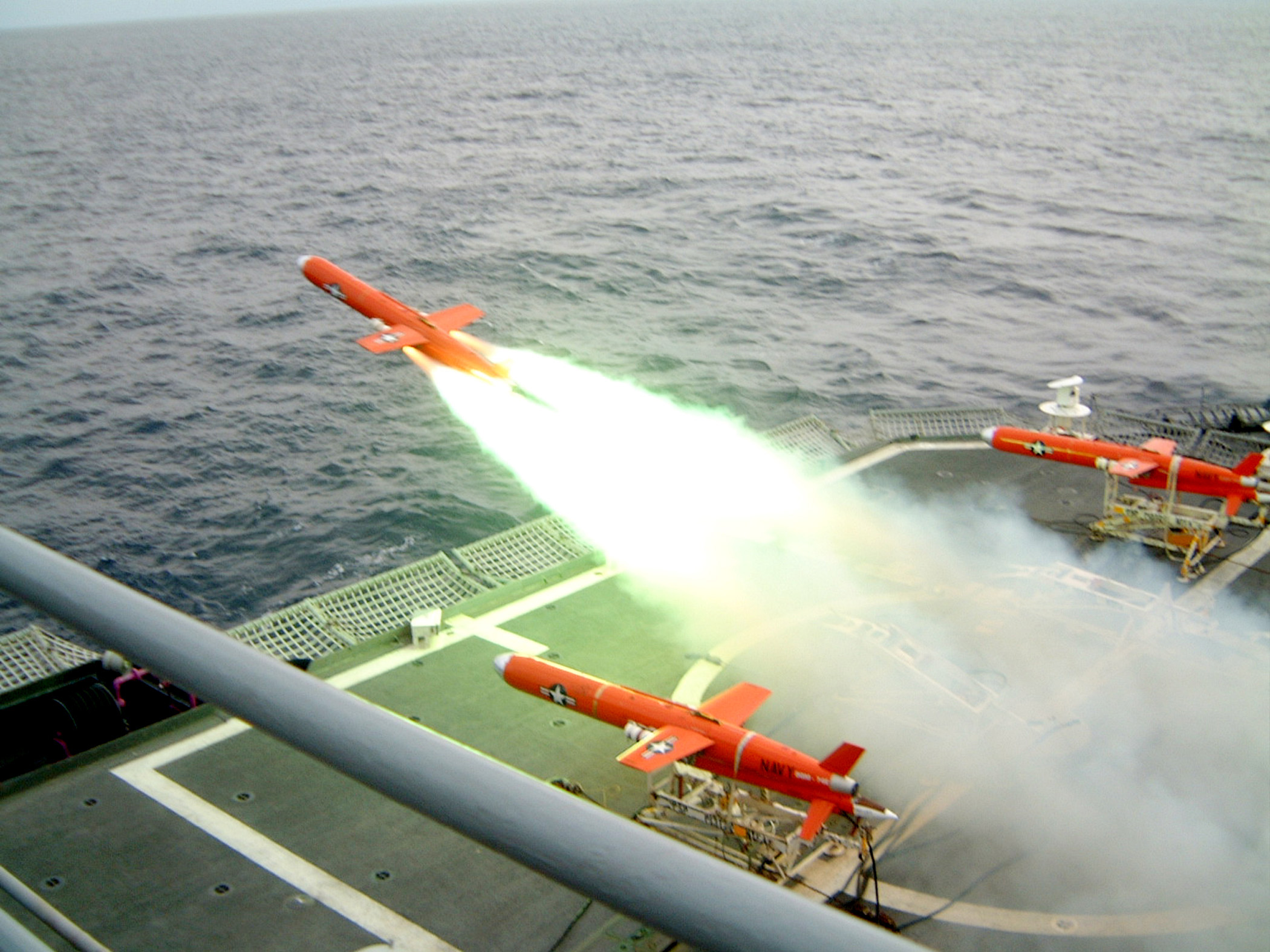
艦上から発射されるBQM-74

標的機とは、 空対空ミサイルや地対空ミサイル、対抗手段、レーダー、その他のセンサーを含む兵器や、それらシステムのテストと評価を行うときに、標的となる無人機である。
従来標的は、標的曳航機の機体後部から吹き流しを曳航したり、有人機にミサイルシーカー(目標捜索装置)を搭載して操縦により機動を再現していた。しかし吹き流しでは有人機の至近へ射撃するため幾度となく誤射が発生し、有人機をミサイルに見立てる場合には捕捉の訓練しか出来ないため、標的そのものを飛行させる標的機が考案された。
地上から無線操縦されるラジコン式の標的機は臨機応変に動きを変えられるが電波の届く範囲での運用となる。プログラムにより制御される標的機は運用範囲は広いが事前に設定されたコースしか飛べない。
航空機の動きを高度に再現する場合には有人機を改造した機体が利用されるが、高価であるため老朽化などで退役する機体が選ばれる。
帰還する必要がないため降着装置を有しない機体も多く、ミサイルのように管制機のパイロンから投下する物もある。また標的機のGAF ジンディビック初期型は10時間ほどで寿命を迎える使い捨てエンジン（アームストロング・シドレー ヴァイパー）を採用するなど、割り切った設計となっている。しかしコストダウンを徹底しても吹き流しに比べ遙かに高価であるため、現代でも標的曳航機による訓練が行われている。現代の標的曳航機は他に無人標的機の運搬や管制、チャフの散布や電波妨害など複数の訓練に対応した訓練支援機として使用されることが多い。

#### デコイ

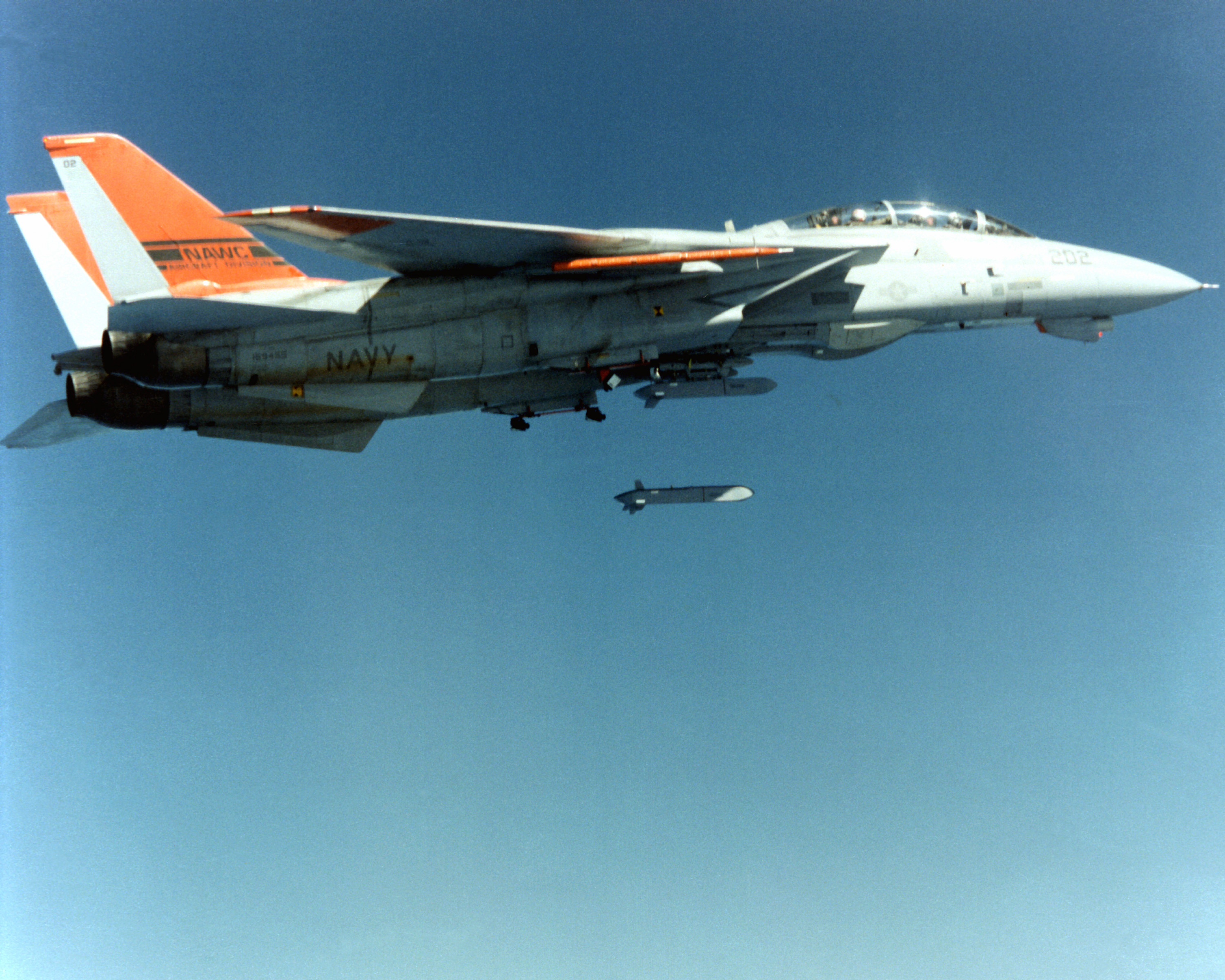
ADM-141 TALDを発射するF-14

航空機に搭載するデコイとして、母機から投下し自律的に行動する小型の無人航空機（空中発射デコイ）が存在する。これらは対空ミサイルを引きつけるため電波や赤外線を放射する。
アメリカ空軍では戦略爆撃機を迎撃する地対空ミサイル対策として、ミサイルが狙う目標を増大させることで脅威を分散させて生存性を向上させるというプランに基づき、B-52にADM-20 Quailを搭載した。ADM-20は敵の防空圏に進入する段階で母機から投下され、母機と編隊を組んで長距離を飛行、燃料が切れた時点で放棄される。エンジンは爆撃機と同等の速度を要求されたが使い捨てのため低品質の材料を使用しコストを抑えたゼネラル・エレクトリック J85が採用された。J85は基本性能が認められ高品質の材料で製造される有人機用として設計を改められ、ベストセラーとなった。
このほかにもイスラエル・ミリタリー・インダストリーズ社とブランズウィック社の（ADM-141 TALD）、レイセオン社の（ADM-160 MALD）などがある。
空中発射デコイは実際の航空機に近い飛行を再現するなど高機能化が進んでおり、対空ミサイルに対して欺瞞効果は向上したが使い捨てにしては高価となったため、エンジンを搭載しないグライダーや母機から曳航するより低コストなデコイも存在する。しかしハードポイントを占有し重量もあるため、戦闘機ではより安価で小型軽量なフレアやチャフなど、使い捨てのパッシブ・デコイが主流である。
現代では訓練に時間と費用がかかるパイロットの喪失は機体の喪失以上に問題であり、特攻のような手段は忌避されているが、無人機は人的損失が無いことから囮や目標への突入などへのハードルが低く、目標への突入を前提とした徘徊型兵器も実用化されている。イラク戦争では無人機をイラク軍の防空網に侵入させ対空砲火を引きつけることで有人機への攻撃を低下させた他、2020年ナゴルノ・カラバフ紛争において、アゼルバイジャン軍は無人機化したAn-2を囮として飛行させることで、アルメニア軍の配備したS-300の位置を特定し、徘徊型兵器（ハーピー）で攻撃することで、人的損耗を防ぎながら防空網を無力化することに成功した。

#### 無人偵察機

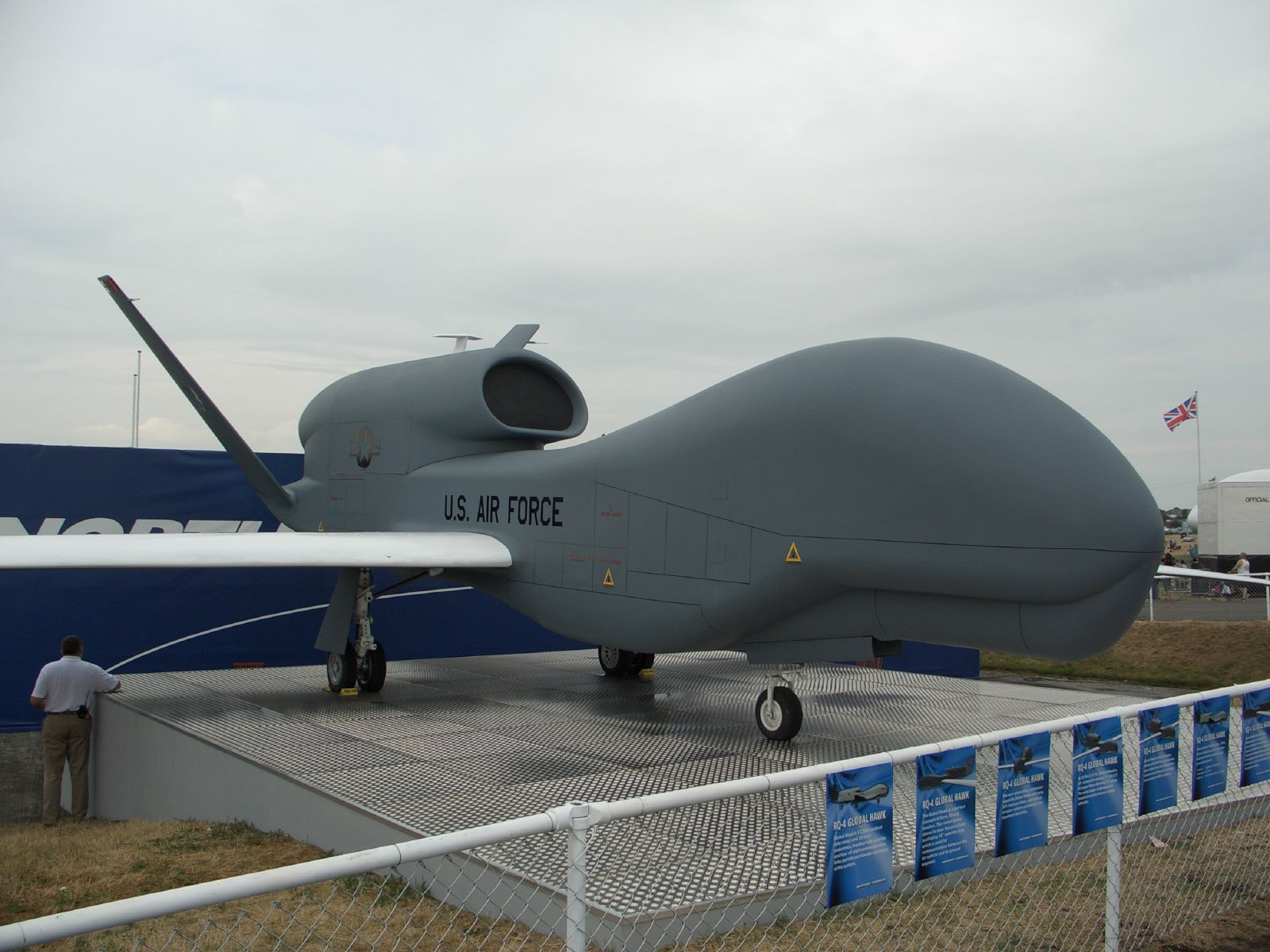
RQ-4 グローバルホーク

偵察機は極端な低空や高高度を飛行するため危険性は高いが、偵察衛星より安価で柔軟に運用できることから早期に実用化された。現代では長時間を飛行し広域する大型機から1人で持ち運べる小型機まで様々な機体が運用されている。
無人機ではパイロットの安全を考慮する必要が無いため、RQ-4のように偵察に特化した機体設計が可能となった。またカメラや通信機器の小型化・高性能化により偵察機能は標準装備に近くなり、攻撃機との兼用が可能な機体も登場している。ボーイングが開発中の艦載空中給油機「MQ-25」は偵察機としての運用も可能であり、空母のスペースを圧迫しないことが特徴となっている。
偵察任務には長時間の滞空が求められるために固定翼機が多いが、回転翼機も存在する。FFOSはヘリコプター型で運動性が高い代わりに速度や高度、巡航距離の性能が固定翼機に比べて低いほか、高度な制御技術を要している。ほかに回転翼の無人機としてはボーイング社がA160 ハミングバードを開発中である。無人偵察機に似たコンセプトのものに、陸上ではUGV（Unmanned Ground Vehicle：無人陸上車両）、海中ではAUV（Autonomous Underwater Vehicle：無人潜航艇）が構想されており、試験段階にあるが、広範には用いられない。
射弾観測には有人観測機が利用されていたが、大型機の映像を確認することが主流となり、射弾観測のためだけに有人機を飛行させることはなくなった。前線の部隊でも小型機により独自の観測が可能となった。
アメリカのRQ-4 グローバルホークや日本の遠隔操縦観測システム (FFOS) などがある。イスラエルに対立するイスラム武装組織ヒズボラも2006年に無人偵察機「ミルサード」の所有を公表している。
戦闘機のウェポンベイに搭載可能なサイズの使い捨てUAVも研究されている。
民生用のドローンは操作が容易で小型ながらカメラを搭載することも可能であるため、航空機を保有できないゲリラなどが安価な偵察手段として多用している。2016年にはISによって自爆攻撃や迫撃砲の観測指揮に使われた。ドローンから送られる画像を見ながら指揮官が指示を出し、車爆弾に乗り込んだ乗員はスマートフォンで通話し情報を得ながら敵軍に突入して自爆し、シリア軍やイラク軍に大きな損害を与えた。政府側もドローンを活用して偵察手段に用いており、双方がドローンを戦場に投入している。2022年ロシアのウクライナ侵攻ではウクライナ、ロシア双方がドローンを大量に投入してるとみられ、各国がウクライナにドローンを供与し成果を上げたことから重要性が注目された。無人地上車両を目視外から遠隔操作するためにドローンの映像を利用するなど、他の無人機との組み合わせも考案されている。

#### 無人哨戒機

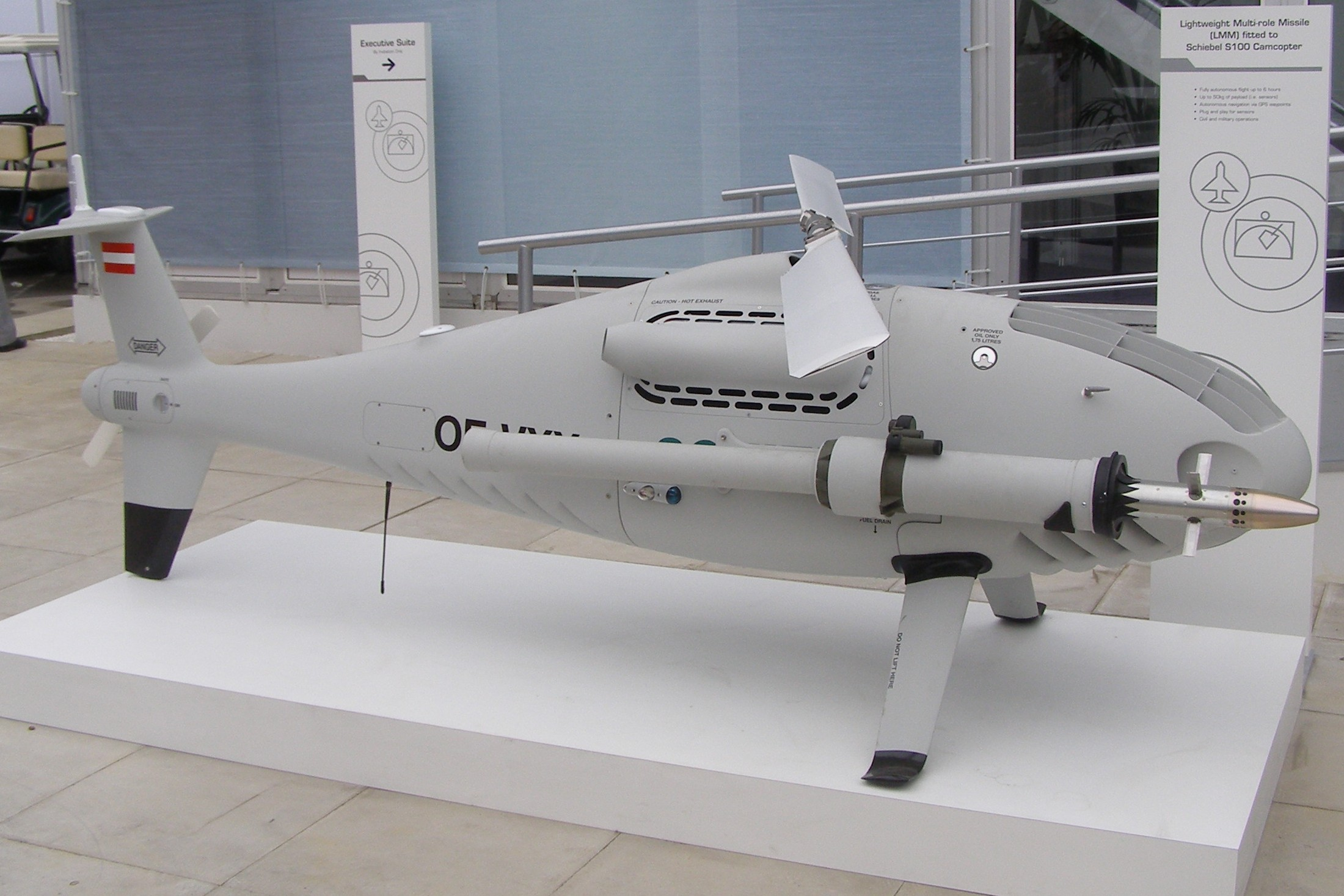
小型の空対地ミサイル（LMM）を搭載したシーベル カムコプター S-100

広大な海洋を監視する固定翼哨戒機は任務時間が長く乗員の負担が多い上、低速で激しい挙動も無く多少のタイムラグは許容できるため無人機を導入するメリットが大きい。要求性能は偵察機と似通っているため、偵察型に防錆加工を施しただけの機種もある。
アメリカ海軍では、有人哨戒機P-8の監視を補完する無人洋上監視機MQ-4Cを配備しており、 MQ-4Cが対象を発見した際にP-8が駆け付けて対処するという運用を想定している。 P-8にはMQ-4Cから転送された映像監視のため専門の乗員が搭乗している。
1960年代には艦載ヘリコプターの代用として、遠隔操作できる小型ヘリコプターに爆雷を搭載した対潜ヘリコプター（QH-50 DASH）が運用されていた。これらは積載量が少ないため汎用性に乏しく信頼性も低かった。このため小型ながら多彩な任務に対応できる有人機によるLAMPS（軽空中多目的システム）に移行した。
2000年代に入り制御技術やエンジンの性能が向上したことで、シーベル カムコプター S-100のような小型の哨戒ヘリコプターが実用化している。これらは格納庫の制限で有人機が1機しか運用できない艦船にも改装無しで追加搭載できるサイズであり、海軍や沿岸警備隊で採用が始まっている。S-100は小型のミサイルを搭載することも可能であり、海軍では武装哨戒ヘリコプターとしての採用もある。
飛行甲板を有しない小型艦船や潜水艦でも手投げ式の小型機や民生品のマルチコプターは持ち込めるため、船体の調査や周囲の監視など補助的な用途に使われている。

#### 通信中継・電子戦機
同じ空域に長時間滞空する通信中継機は攻撃にさらされる危険性があるが技術的ハードルが低く、黎明期から実験が行われていた。しかし衛星通信や小型通信機の性能向上もあり専用機の積極的な導入は行われていない。地上のセンサーから届く弱い電波を中継するために改造されたQU-22は無人機として運用する予定であったが、実際には有人機として運用されていた。
通信機の小型化・高性能化により偵察型や哨戒型の多くは標準装備として搭載している。

#### 無人攻撃機

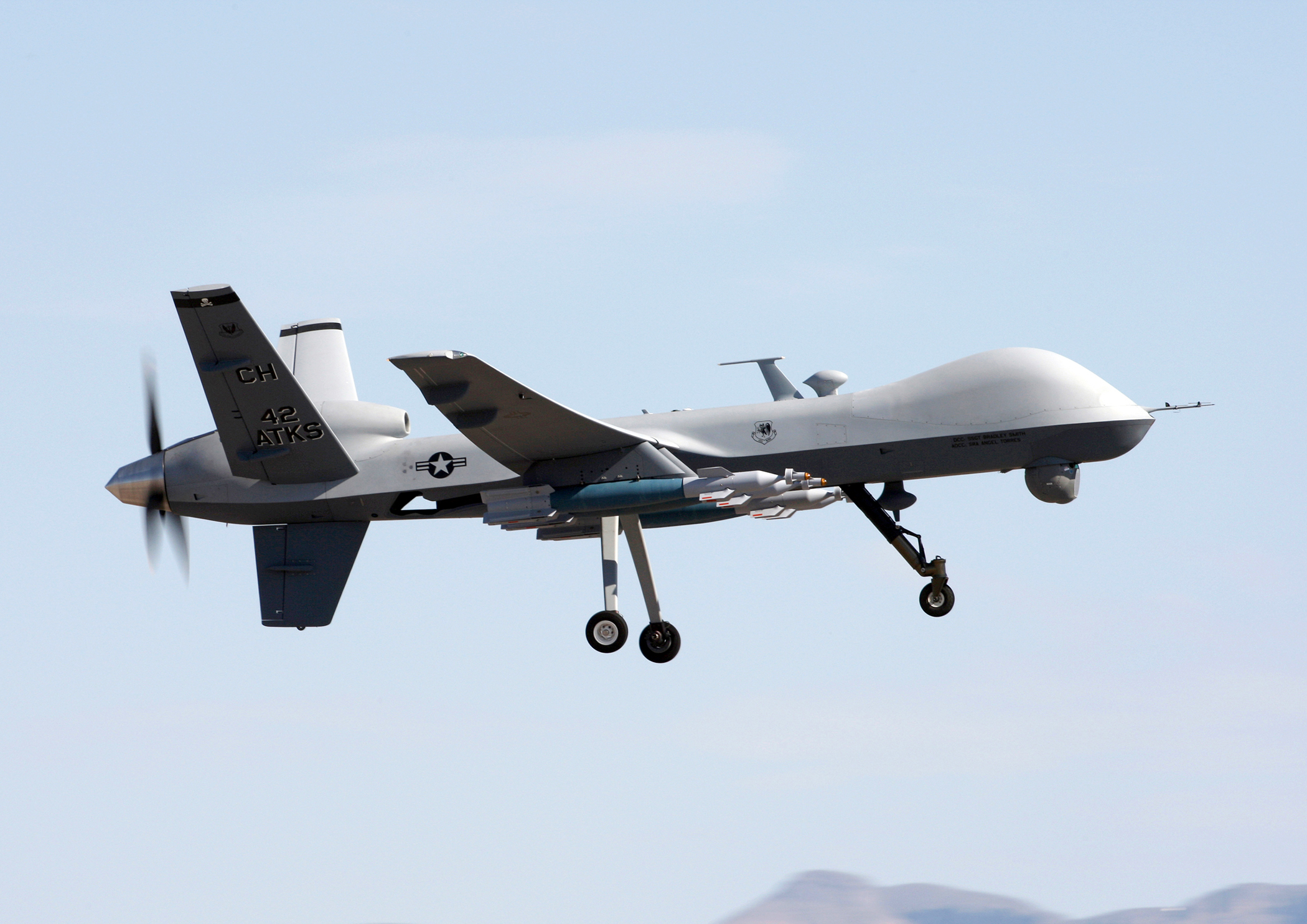
MQ-9 リーパー

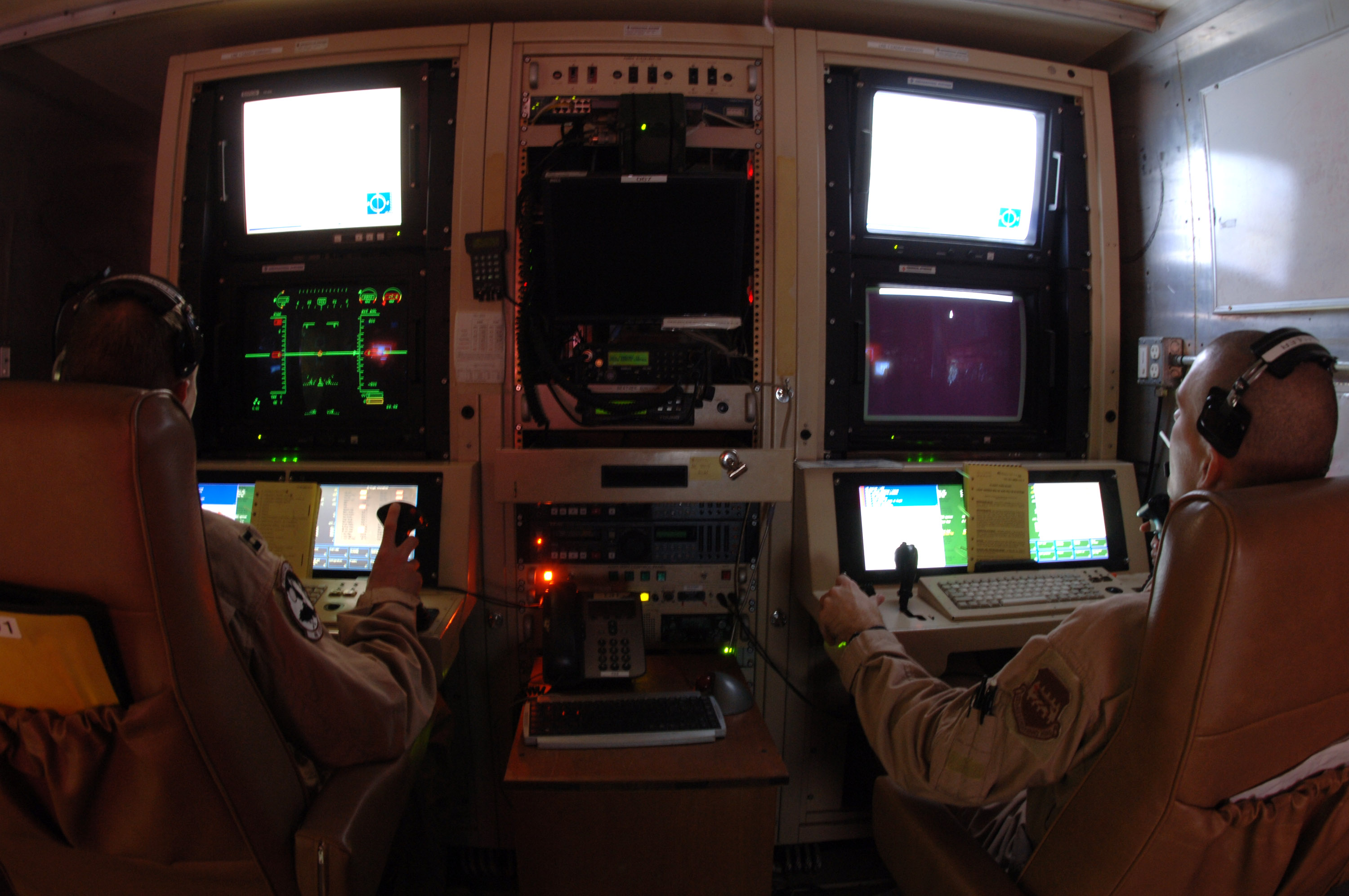
MQ-1の操縦席

英語ではUCAV (Unmanned Combat Aerial Vehicle) と呼ばれる。偵察型や哨戒型にハードポイントを設置し兼用できる機体も登場しており、武装した状態で偵察し目標を発見した際はそのまま攻撃任務に移行できるマルチロール機が実用化されている。無人偵察機がマルチロール化した例では、RQ-1 プレデターがMQ-1 プレデターとなり、MQ-9 リーパーが作られた経緯がある。
人間が搭乗しないため、敵地で撃墜されても操縦員が死傷したり、捕虜になるリスクがない。現代ではMQ-1 プレデターなど武装した無人航空機が世界で数多く登場しており、2001年のアメリカ同時多発テロ事件後、アメリカ軍がアフガニスタンへの侵攻を開始した2001年10月14日に先立つ10月7日、MQ-1 プレデターがヘルファイアミサイルを搭載して武装偵察飛行を行ったことに始まり、その後アフガニスタン戦線の外、イラク戦争、イエメンなど中東地域での攻撃に多用されるようになった。主な任務は対地攻撃だが、2002年12月にスティンガーで武装したプレデターがイラク戦争でイラク軍のMiG-25と交戦し、互いに対空兵器を装備した有人機と無人機の史上初の空中戦となった。
アメリカ政府によるテロ容疑者暗殺作戦ディスポジション・マトリックスの開始で、攻撃能力を持つ無人機はアフガニスタンとパキスタンでのターリバーン、アルカーイダ攻撃への参加が推し進められ、2009年8月にパキスタン・ターリバーン運動のバイトゥッラー・マフスード司令官を殺害しているが、誤爆や巻き添えによる民間人の犠牲者が多いことが問題となっている。これは、無人機操縦員の誤認や地上部隊の誤報、ヘルファイアミサイルの威力が大きすぎることなどが原因となっている。ヘルファイアミサイルの問題に関しては、より小型で精密なスコーピオンミサイルを採用して対処することになっている。
無人機によるテロリスト組織への攻撃は、しばしば倫理や法律上の議論を惹起するが、アメリカ政府によれば無人機による攻撃は、テロリストの攻撃に対して均衡が取れている規模であること、結果的に多くのアメリカ兵の生命を救っていることをあげ、合法的でかつ倫理的にも反していないとの見解を示している。アメリカ軍では無人機の操縦者のうち7人に1人は民間人（ブラックウォーターUSAなどの民間軍事会社）だが、アメリカ軍の交戦規定により攻撃は軍人が担当している。無人攻撃機にはアメリカ軍の他にイスラエルも早くから導入している。多様な無人攻撃機の実証実験機などのテストが進行中である。無人攻撃機の実証実験機にはX-45やX-47がある。
現代では司令部と前線部隊の通信中継、取得した画像提供と同時に援護攻撃を行うなど多彩な任務に投入されている。イラク戦争ではイラク軍の防空網に対する囮として使われたほか、イラク戦争に先立つ2002年12月23日には、イラク飛行禁止空域を警戒飛行していたMQ-1が搭載していたスティンガー空対空ミサイルでイラク軍のMiG-25を攻撃している。広く知られた利用方法はアルカーイダやターリバーンへの攻撃で、宣戦布告なき戦争（＝不正規戦争）でパキスタンやイエメン、ソマリアなど、撃墜されパイロットが捕虜となった場合国際的な問題とされそうな国で多用されている。
アメリカ軍が、無人機での攻撃を開始して以降、殺害した人数は、2013年2月時点で約4,700人と推定されている。アメリカ空軍は2023年までに、すべての攻撃機のうち3分の1が無人機になるとしている。
世界最大の無人攻撃機輸出国となった中国は翼竜や彩虹など積極的に攻撃能力を持つ無人機を発展途上国に輸出してイラク軍やエジプト軍のISILへの作戦やナイジェリア軍のボコ・ハラム攻撃、サウジアラビア軍とアラブ首長国連邦軍の2015年イエメン内戦への軍事介入など中東やアフリカで実戦使用され、先進国に輸出を限定していた米国もこれに規制緩和で対抗しており、武装無人機の拡散による紛争拡大が懸念されている。また、イランは武装無人機のシャヘド129によってシリアで反政府勢力を攻撃し、市販の中国製エンジンを搭載したアバビールのような武装無人機を中東のシーア派民兵組織に拡散させて問題になっており、イエメンのフーシが自前化したアバビール（カセフ1）やサマド3などでサウジ石油施設攻撃を起こして世界経済に大きな影響を与えた。2014年リビア内戦では暫定政府のトルコ製無人攻撃機のバイラクタル TB2とリビア国民軍の中国製無人攻撃機の翼竜が互いに破壊し合う無人機戦争が起きている。
テロ組織側でもISILは自動識別や自動運航が可能で滑走路での離着陸を必要としないDJIやスカイウォーカー・テクノロジーなど殆どは世界市場でメジャーな中国製の民生用無人機に爆発物を載せて攻撃機に改造するといった利用が拡大している。2017年のシリア・イラクにおける紛争で、ISは手榴弾や迫撃砲弾、たる爆弾などを搭載した民生用ドローンを投入して政府軍に多くの死傷者を出している。構造は単純で、真下に爆弾を落とすだけの簡素なものだが、誤差数メートルという驚異的な精度で攻撃できた。小型のドローンは被発見性も低く、騒音も軍用機に比べてはるかに小さいため、直下の兵士が全く気付かないまま攻撃を受けることもあった。戦車に対する攻撃にも使用されており、撃破の事例はまだないが、対戦車榴弾や対戦車ロケットによる攻撃が試みられている。少なくともこの攻撃で乗員が殺傷されたことがISの連日投稿する動画で確認されており、脅威度の高さを裏付けるものとなった。民生用ドローンを攻撃用途に用いる場合、防護が一切ないので小銃弾を受けるだけで簡単に撃墜されてしまうが、十分な高度があれば攻撃後の退避は容易である。赤外線をほとんど出さない上にRCSも低いので、SAMによる対処は不可能である。軍用機として見れば極めて安価であり、歩兵が直接運用し自前で近接航空支援が可能なことから、テロリストから見れば理想的な航空兵器であり、懸念が高まっている。イラクで充電不足で自動帰還した自らのドローンにISの戦闘員が誤爆されるという珍事が起きた際は民生用ドローンの高性能化の脅威を示すものと報じられた。2018年8月にベネズエラではDJIの商用無人機に爆弾を搭載して大統領暗殺を狙ったテロ事件（Caracas drone attack）も起きており、これはドローンによる国家指導者に対する初のテロとされた。
アメリカやイスラエルなどの正規軍でも、廉価で使い勝手が良いことから民生用無人機が使用されており、イスラエル軍はDJIの無人機に催涙弾を搭載して2018年3月にガザ地区のデモ隊に使用して死傷者を出した。

#### 無人戦闘機

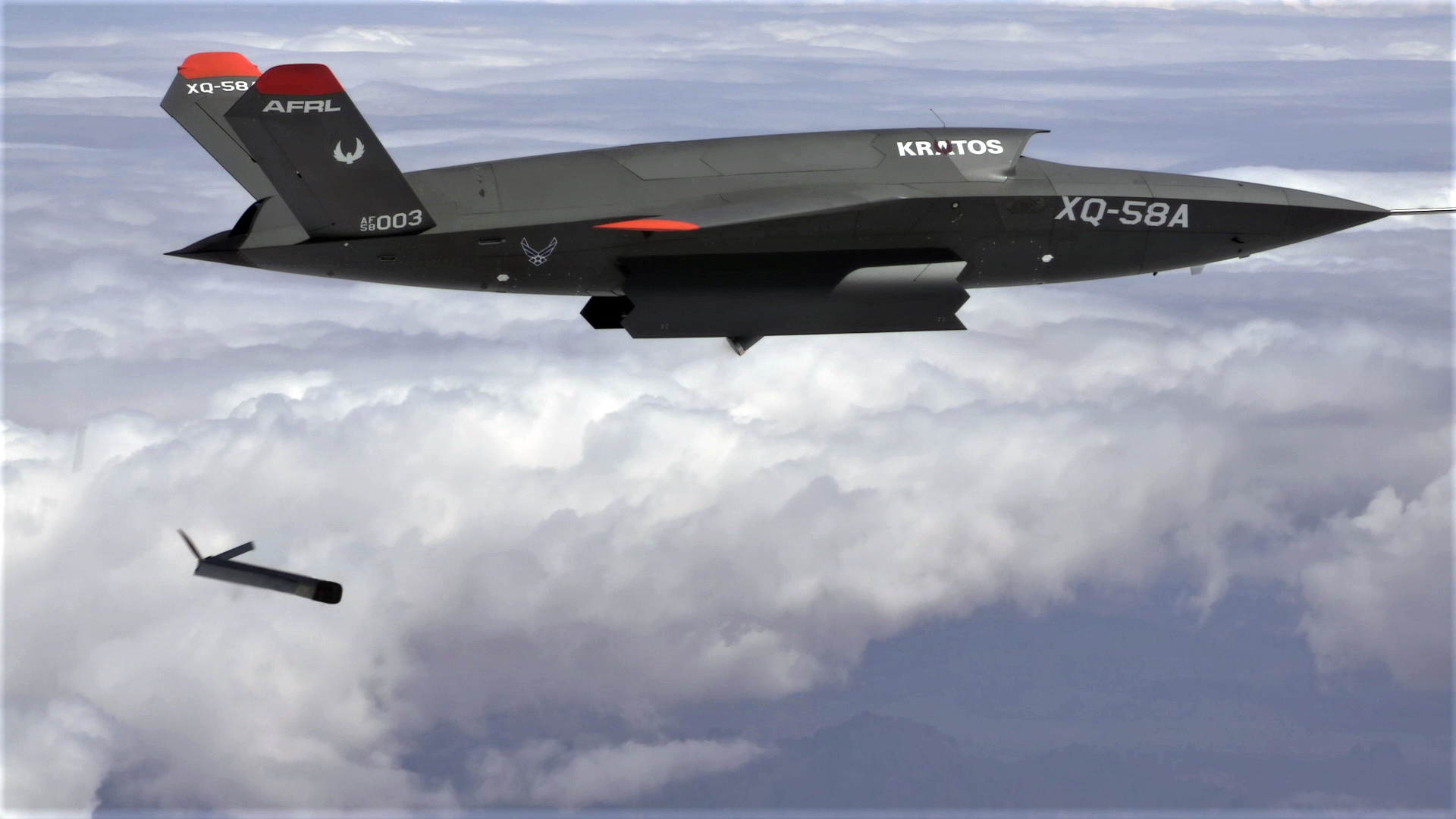
XQ-58から投下されるアルティウス-600

無人で制空戦闘を行う無人戦闘機の研究が各国で続けられている。無人攻撃機の装備にミサイルが含まれる場合もあるが、有人機の様な汎用性や空対空戦闘を行える運動性・機動性・エンジン出力はないため、空対空に対応したミサイルを搭載しても有人戦闘機との直接戦闘は避けている。ヘリコプターと戦闘機が小型の無人偵察機を追尾した事例では、撃墜できずに取り逃がしたとされ、小型機であれば退避行動は可能となっている。
開発中の精密な空中自律行動能力と空対空戦闘機能を持つUCAVは、無人戦闘攻撃機と呼ばれることもあるが、これも対地攻撃がメインの攻撃機である。
完全な無人戦闘機より技術的なハードルを下げ、有人戦闘機に随伴して対地攻撃など危険な任務を担当する協調戦闘機と呼ばれる無人僚機の研究が各国で行われている。XQ-58は有人戦闘機からの操作により対地攻撃の他、親機への攻撃を阻止するため射線上に割り込むなど、有人機では危険な行動も可能となっている。またウェポンベイに搭載可能な小型UAV「アルティウス-600」の発射実験に成功している。
有人機に多数搭載できる小型UAVを対象に突撃させるなど、ミサイルのような機体の試験も行われている。
有人戦闘機を無人化した実験機は複数製作されているが、空力試験や標的機としての活用である。
1945年に日本で計画された秋水式火薬ロケットは機体前部に衝角を備えており、発射後は地上からの無線誘導で爆撃機に体当たりしてダメージを与えた後、滑空して地上に戻り機体を再利用するという地対空ミサイルと無人迎撃機の中間のような運用を予定していた。
1959年からアメリカ空軍に配備された長距離地対空ミサイルのボマークは、無人戦闘機「F-99」として配備され「最初の無人戦闘機」と喧伝された。

#### 実験機
新技術の実験に無人航空機が用いられるケースも存在する。軍民双方で無人実験機は使用されており、X-36やX-10のように有人機やミサイルのプロトタイプとしてセミスケールの無人試作機を製造する例も見られる。

#### 対策
小型攻撃ドローンに対策するため、レーダー装備の自動対ドローン砲などが開発されている。
- RFDEW（英語版） - 対ドローン用高周波指向性エネルギー兵器[104]

## 民間機

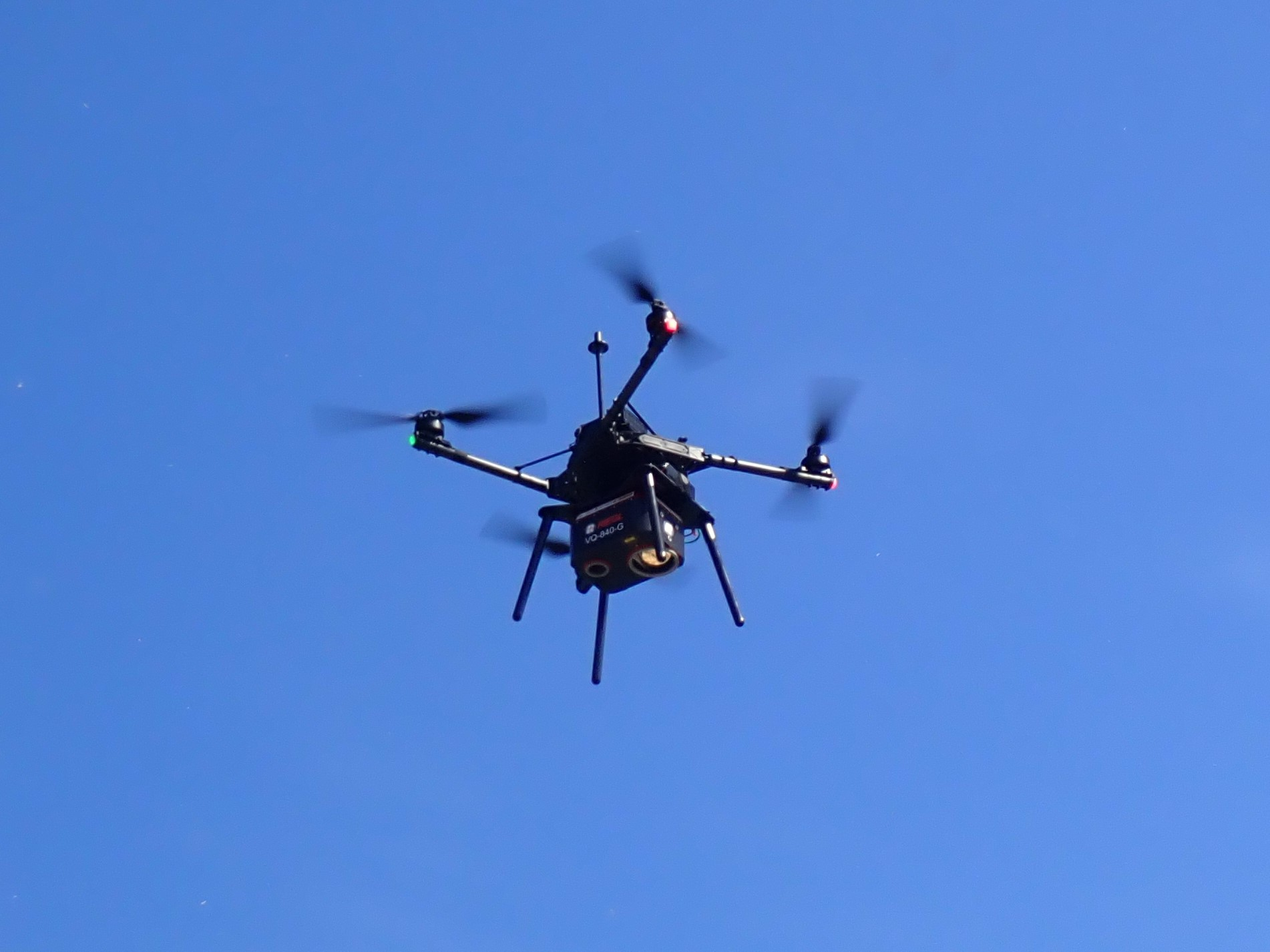
水中測深用のレーザスキャナを取り付けたマルチコプター（株式会社嶺水）

2000年代以前は、ラジコン航空機は内燃機関による騒音や操縦の難しさなど運用の難しさに加え、燃料代やメンテナンス費などコスト面でも気軽に利用できるレベルではなく、産業用としてもっぱら農薬散布や架線工事へ利用されるにとどまっていた。電池の制約により電動モーターを採用した機体は普及しなかった。1989年に開発されたキーエンス ジャイロソーサーは、ニッカド電池のため短時間の飛行しかできなかった。
2010年代にリチウムイオン二次電池の普及、MEMSジャイロスコープや加速度センサーなどの技術革新によって、安価で低騒音、長時間の飛行、操縦が容易なマルチコプターが登場したことでドローンビジネスへの参入が相次ぎ、「空の産業革命」とも呼ばれる現象が起こった。
ハードウェアの他、各分野に特化した自動制御システムと組み合わせたパッケージも販売されている。

### 農業
コースや動作がパターン化されている農業機は民間の代表的な用途である。
目視で操縦する安価な回転翼機が多いが、操縦には技量が必要なため、GPSを使って自動的に設定されたルートを飛行し所定の位置に着陸するものや、高精度衛星測位を利用した自律制御式のマルチコプターによる種子や肥料の散布、生育状況の監視、防除が進められつつある。
農業用は民生品として各国に輸出されているが、ヤマハ製の機体が日本から中国など海外へ不正に輸出されて社会問題となったケースもある。

### 産業
- 1980年代より架空電線路用の予備線を張る架線工事に利用されている。尾根伝いの長い距離を空中架線するのに利用される。複数台を使用し高圧線の架設作業も検討されている[108]。

- 橋梁の点検など足場を組む必要があった作業を無人機で行うことにより、時間の短縮や低コスト化が可能である[108]。

- 広域の測量のための空中写真は有人機が主流であるが、局地的な測量に無人航空機が使用されている。従来の地上で行う測量や有人機に比べ、安価で短時間に作業ができ、より多くの情報も収集できる。2016年（平成28年）3月30日、国土地理院によって「UAVを用いた公共測量マニュアル（案）」及び「公共測量におけるUAVの使用に関する安全基準（案）」が制定された[109][110]。

- テレビ局の空撮には有人ヘリコプター（報道ヘリ）が利用されていたが、ピンポイントでの撮影が可能なマルチコプターも導入されている[111]。また無人機による空撮映像の専門チャンネルも開設されている[112]。

- 日本の産官学プロジェクトに、紛争地域に遺棄されている対人地雷の探知を、センサーを積んだロボットヘリコプターで行おうという構想がある。

### 演出
LEDを搭載した複数のドローンを協調制御することで、夜空に光点を立体配置する大規模なショーにも使用されている。花火よりも安全で静かで環境に優しい、などの利点があげられる。

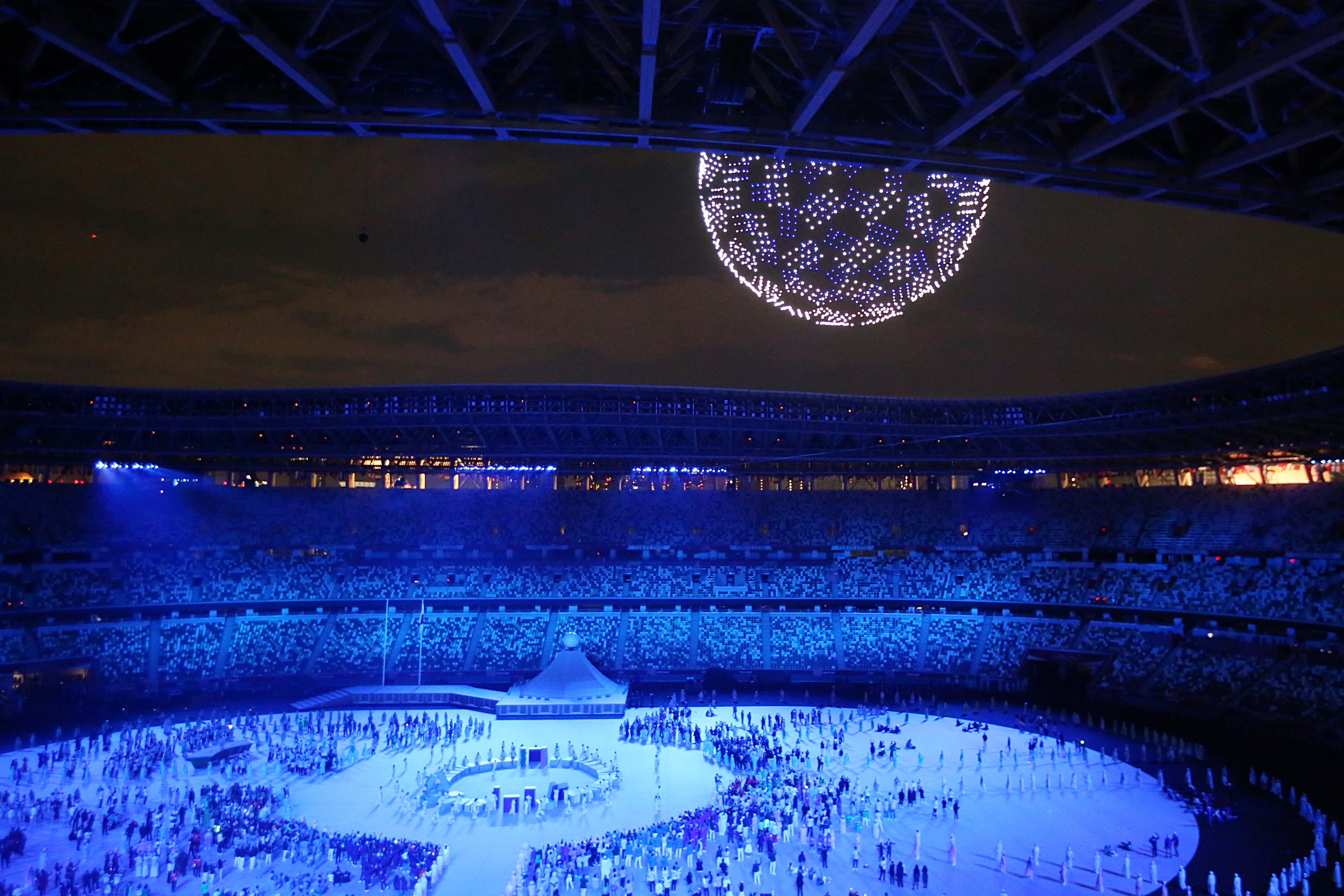
2020年東京オリンピックの開会式で行われた1824台のドローンショー

2021年の東京オリンピック開会式では1824台のドローンを使用した演出が注目を集めたほか、日本各地の花火大会ではドローンショーとのコラボレーションが定番となりつつある。
また小型機は屋内でも飛行できるためコンサートの演出に使う例もある。

### 警備
警備会社が屋外警備用として導入している。セコムは2015年12月、不審者を自律飛行で追跡し、その映像をコントロールセンターに送信する民間防犯用として世界初のドローンを実用化したほか、2023年にはAI を活用して巡回・侵入監視を行うドローンを開発している。
日本の警察では、主に災害対策用のドローンを配備している（後述）。また長野県警察では、2015年より事件・事故現場の見取り図作成に活用しているほか、警視庁はドローンによるドローン捕獲部隊を運用している。2022年には安倍晋三襲撃事件を受けて、警護現場を上空から把握する警護用ドローンの導入が示された。
アメリカでは1機のドローンを導入したところ犯罪率が1割低下するなど、低コストな治安対策として実証されているが、監視社会化を懸念する声も少なくない。

### 消防・防災
防災用としてはレスキューロボットの一種として開発が行われ、被災地域の空中からの調査や、噴火など予断を許さない状況下での調査などに利用される。有人ヘリコプターでは小型機であっても騒音による振動や巻き上げる風(ダウンウォッシュ)があったが、小型の無人機では被害が少く、墜落による人命リスクも皆無であり、有人機では不可能な接近も可能である。
日本ではドローンを活用した災害状況把握のシステム構築が急速に進み、 2023年4月時点で全国の429の消防本部（全体の59.3％）に581機、2021年12月時点で40の消防団（1.8％）に60機のドローンが配備されている。
大型のドローンで担架を吊るし搬送する研究も行われている。
有人ヘリコプターでは接近が困難な場所での消火活動のため、ドローンに消火弾を搭載する研究も行われている。

### 旅客・貨物輸送

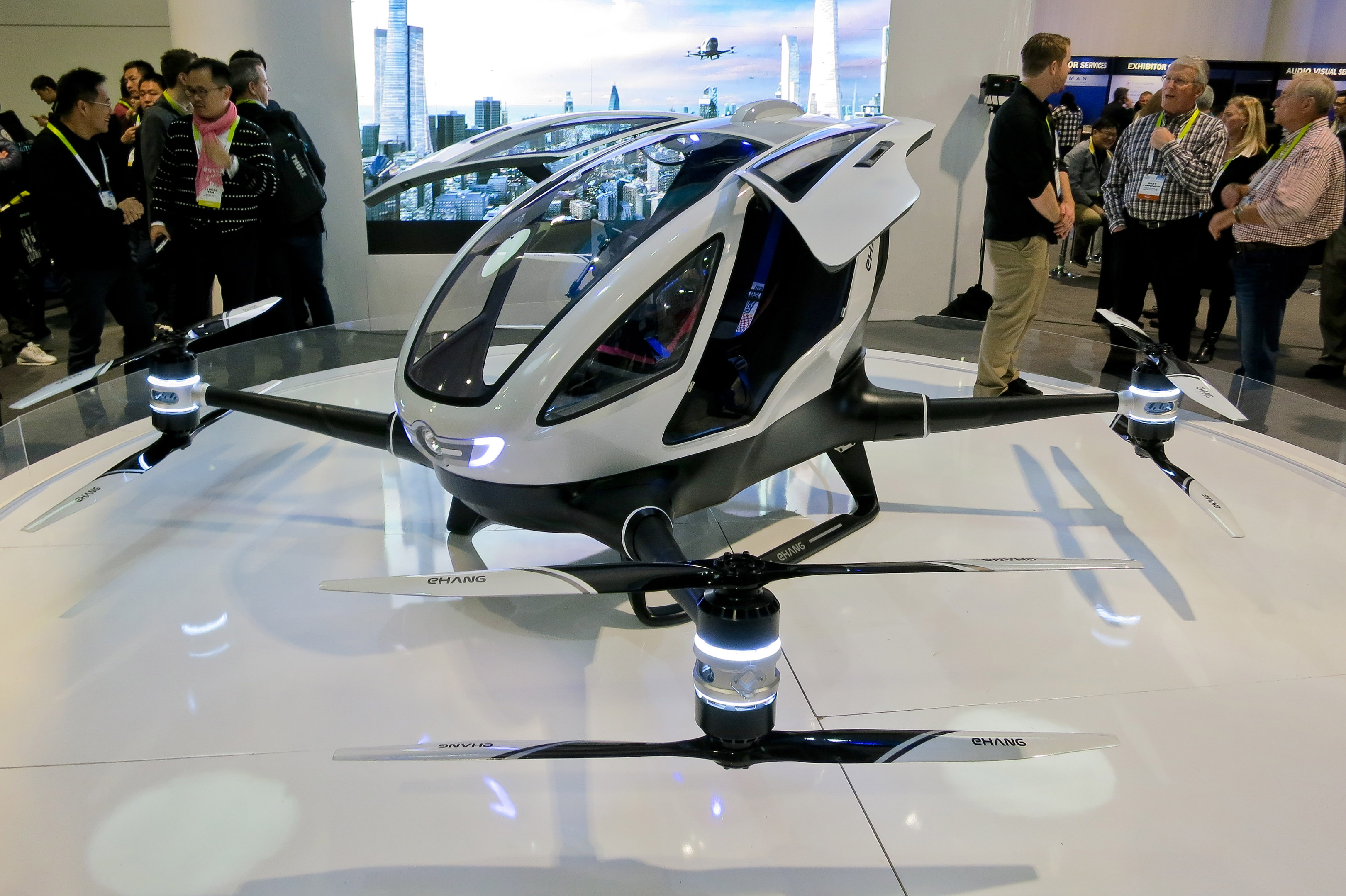
Ehang 184

旅客機ではオートパイロットの進化により離着陸以外の操縦は自動化が実現している。さらに副操縦士の業務を自動化し機長だけが乗務するシングルパイロットの旅客機や、無人貨物機、無人エアタクシーなどが研究されている。旅客用の無人機は有人ドローン（Passenger drone）と呼ばれている。 独ボロコプターや英バーティカル・エアロスペースなど欧米企業は23〜24年ごろの商用化を目指しているほか、国内では25年の大阪・関西万博で会場と大阪市中心部などを結ぶ有人ドローンの計画がある。
DHLが2014年より北海のユイスト島（Juist）向けに、無人機による配送を開始した。複数の国で宅配に利用する計画が進行中で一部では既に実験的に運用される。運ぶ荷物は医薬品のような緊急性を要し、尚且つ軽量の荷物が主流で自動体外式除細動器(AED)を緊急輸送する試みも進められつつある。
このほかにもAmazon Prime AirやProject Wingなど、都市部での小口配送をマルチコプターで行う計画が発表されている。

### 調査・研究・実験

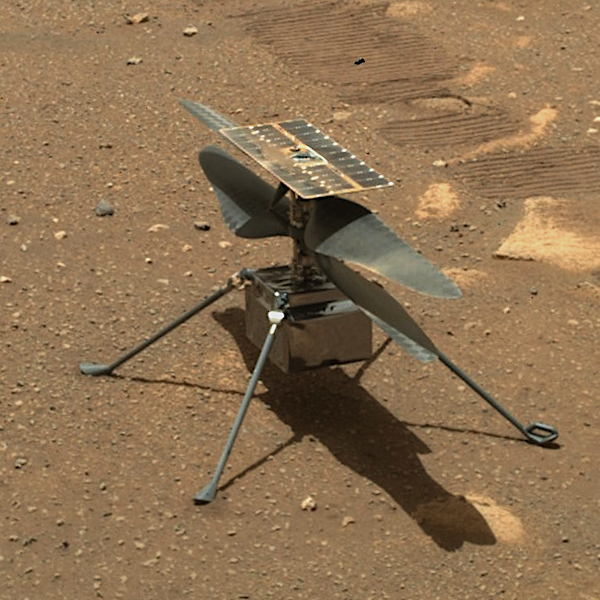
火星で飛行した小型ロボットヘリコプターインジェニュイティ

- 野生動物の生態調査では人間が接近できない崖の上にある巣に接近して撮影するなど低騒音のマルチコプターの利点を生かすことで、それまでは難しかった調査が可能となった[133][134]。

- テストパイロットが操縦していた実験機も遠隔操縦が導入されている。特に超音速機の実験機は多くが無人機である。

- 長時間の気象観測やハリケーンの観測など危険が多い任務に無人航空機が投入されている。

- 航空事故の再現実験として、遠隔操縦装置を取り付けた旅客機を故意に墜落させる実験が行われた（制御された衝撃実演）。

- 火星探査に用いる探査機の一種として、火星の大気中を飛行する無人航空機の研究が行われており[135]、2022年現在ではインジェニュイティが実用段階にある。

- 測量分野では無人機（UAV）にデジタルカメラやレーザスキャナを搭載することで、測量機材を搭載した有人航空機を用いた測量よりも安価に計測することができる。一方で、人手で測量するよりも広範囲にわたり計測を行うことを可能にしており、単位面積当たりの効率は、特に山地などで優位である[136]。

- 無人のソーラープレーンは故障しない限り半永久的に飛行できるため、高度2万m付近を長期間飛行させ成層圏プラットフォームとして利用する計画がある[137]。

### 趣味
安価な小型機でもデジタルカメラを搭載することが可能となり、空撮を行うアマチュアも増加した。一方で首相官邸無人機落下事件や文化財などの建築物、地域の祭りなどの催しで使用され衝突・落下など安全管理が問題になっている。このような事態を受けて日本では2015年（平成27年）9月4日、改正航空法が可決成立されドローンの規制・罰則が定められるなどの法整備が行われている。
飛行技術や機体性能を競うレース（ドローン インパクト チャレンジなど）も世界各国で行われている。